# 中華人民共和国の鉄道

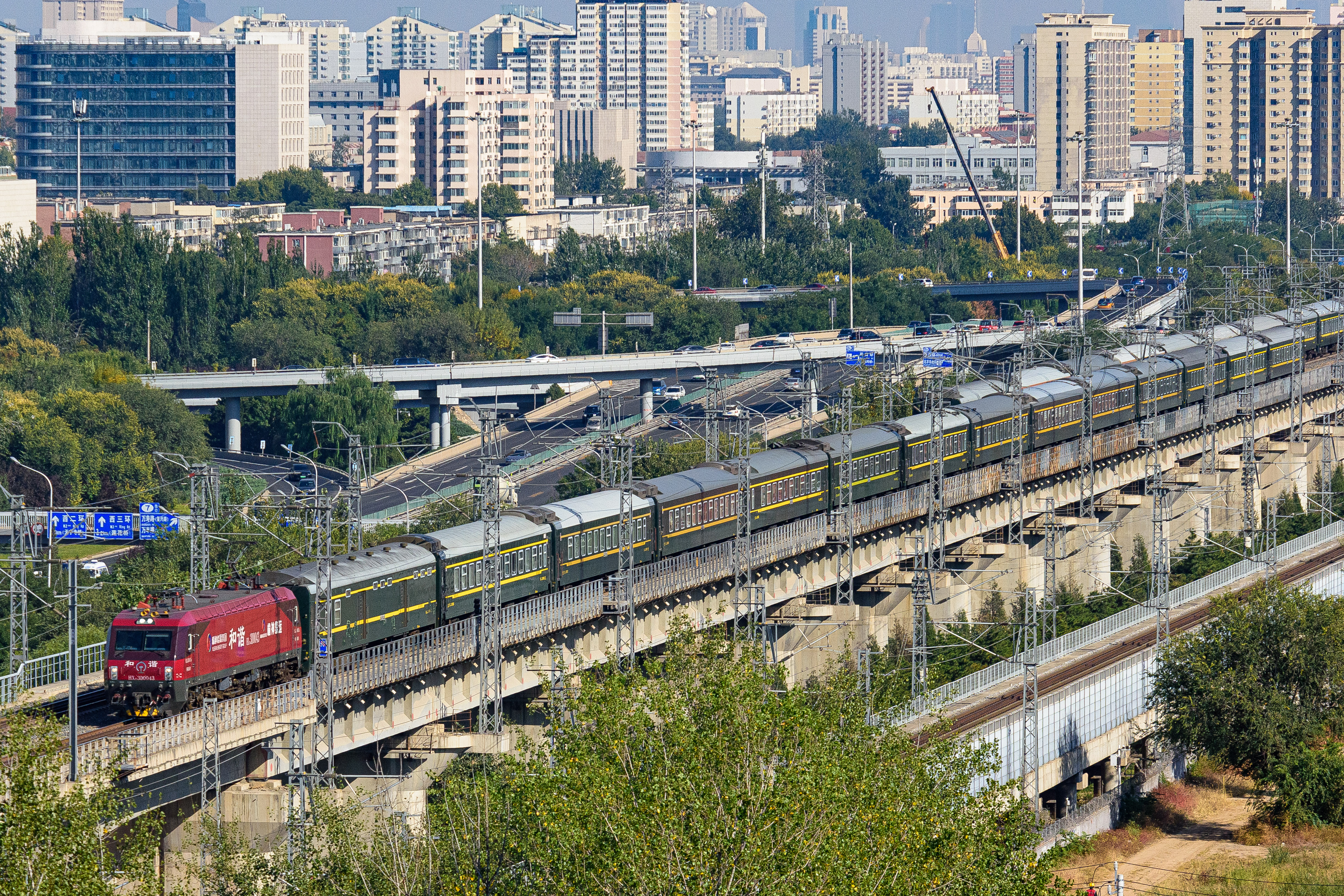
北京市内を走行するK545次列車

中華人民共和国の鉄道（ちゅうかじんみんきょうわこくのてつどう）では中華人民共和国（中国）における鉄道について記す。
中国の都市間を結んでいる鉄道は、大部分が中国国家鉄路集団（中国鉄路）によって運営されている。この他に市営の地下鉄や新交通システムなどの都市内交通機関や、産業目的の鉄道などが存在している。

## 国鉄

全国の鉄道網

中華人民共和国では、長距離輸送・移動において最も多く用いられるのが鉄道である。都市内以外のほとんどの路線が中国国家鉄路集団によって運営されており、事実上の国鉄である。長らく国務院の鉄道部によって運営されてきたが、2013年3月14日、全国人民代表大会での承認を経て設立された中国鉄路総公司に移管された。その後2019年6月18日に中国鉄路総公司が中国国家鉄路集団へ移行している。
中国の鉄道総延長は2021年末時点で150,000kmを超え、アメリカに次ぎ世界第2位である。鉄道の電化率は約7割で、アメリカの約1割を大きく上回る。鉄道網は八縦八横とも呼ばれる幹線をはじめとして、国内縦横に張り巡らされており、マカオの新交通システムマカオLRTの開業を以て、現在では、すべての省や特別行政区に広がっている。2009年の時点で、国鉄は貨車603,082両、客車49,355両、機関車18,922両を保有している。また、1日当たり38,000本の列車が運転されていて、その内の3,500本は旅客列車である。
2008年10月に発表された中長期鉄道網計画による政府の2020年までの鉄道投資は総額2兆元になるといわれていた。この計画は、2006 - 2010年に総額1.25兆元を投資するという第11次五か年計画をさらに発展させたものであった。中国の鉄道網は2007年末には78,000kmであったが、2010年末には91,000kmへと拡張され、さらに、2012年末までには110,000kmに達すると予測された。鉄道の重要性が増している理由の一つに貨物輸送需要の増加があり、国鉄は需要に合致した輸送力を確保する必要に迫られている。

### 歴史
中国の鉄道（中国鉄路）は、清朝時代の1876年（光緒2年）にイギリスによって敷設された呉淞鉄道（上海 - 呉淞間14.5 km）が始まりであるが、これは無許可で作ったものなので数年で撤去された。本格的なものは1881年（光緒7年）に李鴻章の命によって敷設され、ラバが引く車両を用いた唐胥鉄道（河北省・唐山 - 胥各荘間9.2 km）である。1882年（光緒8年）には蒸気機関車の使用も開始された。
以後、中国の鉄道の多くは外国資本によって敷設されたため中国を搾取する道具と見られ、1899年（光緒25年）に起こった義和団の乱では攻撃対象にされた。1911年（宣統3年）には民間資本で作られていた粤漢鉄道（広州 - 武昌）・川漢鉄道（漢口 - 成都）を国有化して列強の抵当に入れることに反対した四川省の資本家・民衆運動がきっかけで辛亥革命が起こるなど、時代に翻弄される格好となった。
また日露戦争の結果、満洲南部地方（現東北地区の遼寧省）にロシアが建設した東清鉄道南部が日本に譲渡され、南満洲鉄道（満鉄）となった。その利権を保護するために日本は1931年に満洲事変を起こし、翌1932年に満洲国を建国、一部の路線は国有となった。満鉄ではあじあ号など保守的な日本内地の鉄道省とは一線を画した先進的な試みを早くから行った。続く1937年 - 1945年の日中戦争では、日本軍が占領した華北地域の鉄道は満鉄系列の華北交通、華中地域の鉄道は日本と同盟関係にあった中華民国汪兆銘政権の国策会社華中鉄道によって運営され、日本と同盟関係にあったドイツまで中央アジア経由で結ぶ大東亜縦貫鉄道も計画された。
日中戦争後、国共内戦によって1949年に中華人民共和国が成立すると、鉄道は国の重要な産業とみなされるようになり、原則として国有鉄道の運営とされるようになった。そして国の成立当時総延長21,810kmに過ぎなかった鉄道は、国家指導下で急速に建設が進められ、文化大革命後の1978年には43,000km超に、1985年には52,000km超、そして2009年には86,000km超の路線を有するまでになり、インドの62,000kmを抜いてアジア最大、世界でもアメリカについで第2位の路線網を誇っている。現在も、各地で新線の建設が進められており、2006年10月に鉄道部が発表した計画では、第11次五か年計画後の2010年には、総延長を90,000km超にすることを目標にしている。
また、電化区間は中華人民共和国成立当時はゼロであり、複線区間も866kmであったが、2010年末現在ではそれぞれ42,000km超・37,000km超となり、電化区間距離についてもロシアに次ぎ世界第2位となっている。2022年末に複線化率と電化率はそれぞれ59.6%と73.8%になった。
2008年の世界金融危機の際の中国政府による4兆元の公共投資策（内需拡大十項措置）の一環で2010年代に入ると、都市間高速鉄道が北京 - 天津・鄭州 - 西安・武漢 - 広州・深圳 - 香港などの区間に導入済みとなり、2018年には世界の高速鉄道の距離の3分の2も占める世界最長の高速鉄道網を有するまでになった。また、貨物鉄道輸送では中国政府が国策に掲げた一帯一路構想に後押しされ、中国大陸とヨーロッパをシベリア、モンゴル、中央アジア経由で結ぶ中欧班列（渝新欧鉄道、義烏・ロンドン路線、義烏・マドリード路線）の運行本数は2013年の80本から2018年には1万本を超えるまでになった。

### 現状

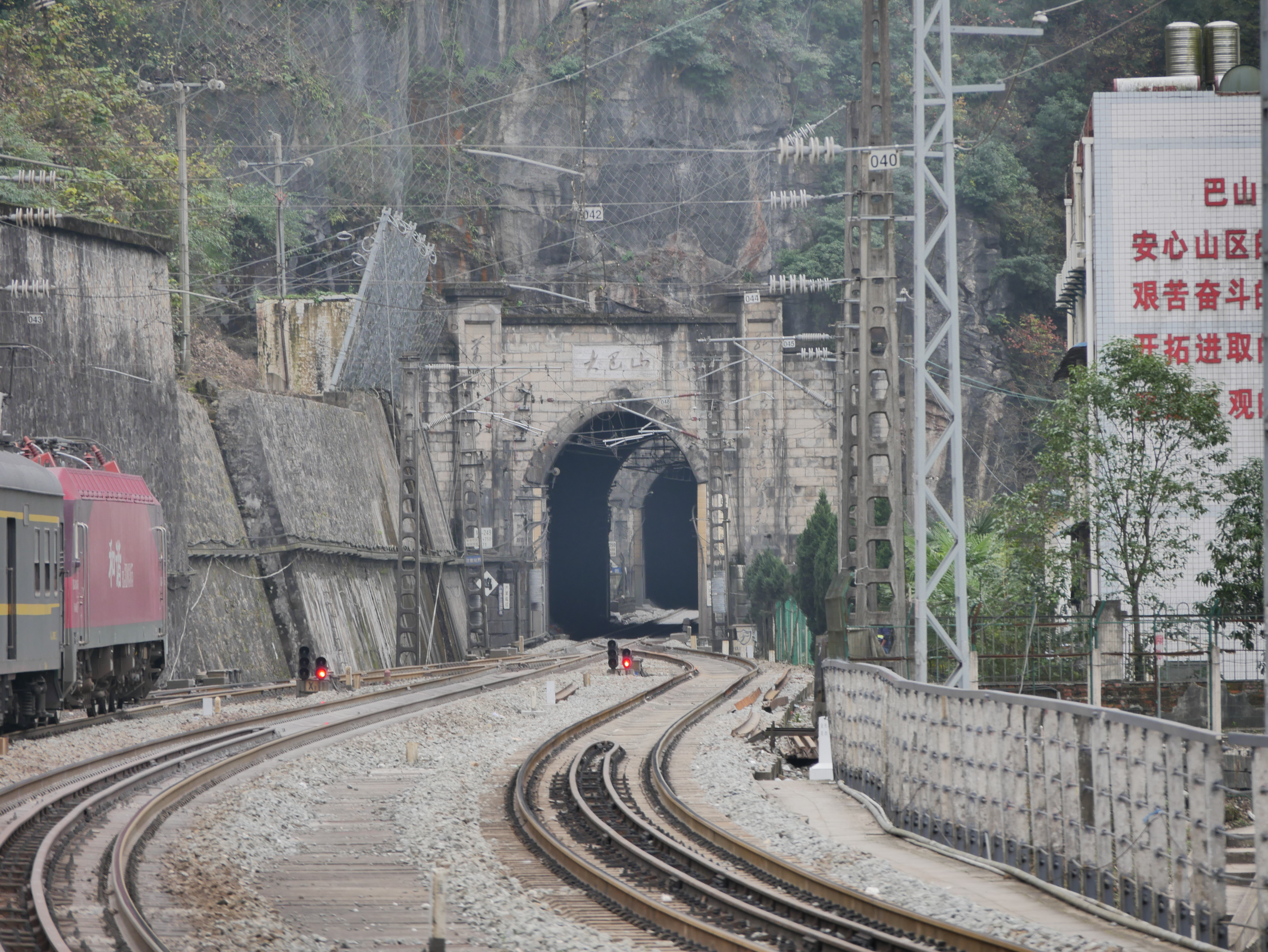
襄渝線大巴山トンネルに向かう旅客列車

中国の鉄道の特徴として、同じ路線に高効率で貨物輸送と旅客輸送と兼ねて行うことが挙げられる。
2009年現在、トンベースの年間貨物輸送量はアメリカを上回り、約33.3億トンで世界一である（ただし、トンキロベースでは2兆5239億トンキロ、わずかの差でアメリカに次ぎ世界第2位である）。
一方、旅客輸送は、2009年の年間輸送量は約15.2億人（都市間のみ、北京や上海などの大都市都市鉄道の輸送量を含まないので、日本の約6分の1程度）、7878億人キロ（日本の約3倍で世界一）である。このことは、長距離の利用客が非常に多いことを意味する。実際、旅客輸送は、長距離輸送が中心であり、2 - 3日をかけて走る列車も少なくない。直通を原則としたダイヤ構成で、一部のローカル線を除き、乗り継ぎでの利用は考慮されていない。
中国の鉄道で最も利用客が多くなるのは、毎年1 - 2月の春節（旧正月）の前後における帰省客輸送「春運」である。この時期には列車が全国で大増発されるなど、当局では延べ約2億人とも言われる利用客数を捌くために、40 - 45日程度の特別体制が組まれる。近年は都市部への出稼ぎが多くなったこともあって、輸送力は絶対的に不足しており、切符の購入は困難を極めるほか、切符が高額で取引されることもあった。そのため、現在は後述する「実名制」が取り入れられている。
2008年の春節輸送では、同時期に襲った大寒波の影響で、全国的に運休や立ち往生が続出するなど、ダイヤが大幅に乱れ、主要な駅には数十万人とも言われる利用客が数日間も滞留して、一部では不穏な状況になるなど、全国で大混乱に陥った。
欧米諸国や東南アジア、オーストラリア、日本、韓国などの大都市圏では、都市近郊鉄道が発達しているが、中国では、地下鉄や路面電車、モノレール、トロリーバスが存在する都市は多いが、日本の国電や、ドイツのSバーンのような、都市近郊電車網は、中国では皆無であった。しかし、近年は上海や北京などで全区間高架または地上を走る軽軌と呼ばれる都市近郊鉄道も開通しており、蘇州などでも建設が始まっている。

### 運行概要

#### 列車種別
中国の列車種別は下記の通りである。（停車駅が少なく、速度の速い順）
【列車番号の頭文字のアルファベットは中国語の列車種別のピンインの頭文字から取っている】
- 高速動車組列車（略：高鉄）（頭文字G【Gāo-sù-dòng-chē-zǔ】）- 最高時速300km以上のCRH型電車
- 城際動車組列車（中国語版）（略：城際）（頭文字C【Chéng-jì-dòng-chē-zǔ】）- 最高時速160km以上のCRH型電車。短中距離の主要都市間を結ぶ[10]列車であり、最高時速160kmの成昆線[11]から、最高時速300km以上の京津都市間鉄道[12]まで幅広い路線で運行されている。
- 普通動車組列車（中国語版）（略：動車）（頭文字D【Dòng-chē-zǔ】）- 最高時速160 - 250kmのCRH型電車。京広線などの在来線で運行される表定速度100km/h前後の列車[13]から、南広線などを走る表定速度200km/h超のノンストップ列車[14]まで、幅広い速度の列車がある。

長距離 D1 - D4000；短距離 D4501 - D7300
- 直達特快列車（中国語版）（略：直特）（頭文字Z【Zhí-dá】）- 2004年4月18日に新設された。設定当初は大都市と大都市を夕方から夜に発車して翌朝から昼までに到着する列車で、途中停車駅が無かった。しかし2014年12月10日のダイヤ改正で、長距離列車や香港から本土への直通列車（城際直通車）を含む多数の列車が特快列車から格上げされ、途中停車駅も設定された。なお、最高時速160kmの高速運転を実現している。
- 特快列車（中国語版）（略：特快）（頭文字T【Tè-kuài】）- 快速列車と比べ更に停車駅が少なく(主に省都·副省級市)、日本の特急列車に相当する。最高時速140km。

長距離特別快速 T1 - T5000番台；短距離特別快速 T5001 - T9998番台
- 快速列車（中国語版）（略：快速）（頭文字K【Kuài-sù】）- 日本の急行列車に相当する。最高時速120km。

長距離快速列車K1 - K2000番台,途中停車あり（停車駅が少なく主に地方都市）；短距離快速列車途中停車あり（停車駅が少なく主に鉄道局中心駅付近の都市）
- 臨時旅遊列車（略：旅游）（頭文字Y【lǚ-Yóu】）- 観光列車

長距離観光列車 Y1 - Y498番台；短距離観光列車 Y501 - Y998番台
- 臨時列車（中国語版）（略：臨客）（頭文字L【Lín-shí】）- 主に春節、労働節、国慶節の民族大移動の時期に運行される。

長距離（いわゆる「春節」の帰省客輸送）列車 L1 - L998番台；短距離臨時列車 L7001 - L7998番台
- 普快列車（中国語版）（略：普快） - 日本の準急列車に相当する。

（1000 - 1999番台）- 3つ以上の鉄路局を跨ぐ普快列車で、長距離列車である。；（2000 - 2999番台）- 2つの鉄路局を跨ぐ普快列車で、中距離列車である。；（4000 - 5999番台）- 1つの鉄道局管内のみを運行する普通快車。
- 普客列車（中国語版）（略：普客）（6000 - 7599番台）- 日本の普通列車に相当する。
- 郊外旅客列車（中国語版）（頭文字S【Shì-jiāo】もしくは【Suburban】）- 北京、天津等の一部都市で運行され、日本の各駅停車に相当する。

括弧内は列車番号につくアルファベット、または列車番号
直達特快については直行便#中国鉄路におけるノンストップ列車に記述がある。
直達特快、特快、快速、管内では追加料金が必要であり、空調の有無でも追加料金が必要である。

#### 長距離列車
4000km以上運行される定期列車を以下の表に示す。モスクワ行き列車と臨時列車を除いた最長距離列車は、広州～ラサ間約4,980kmを54時間かけて走るZ264/265・Z266/263次列車である。なお、運行時間最長はチチハル～ウルムチ間で運行されるK1082/1083、K1084/1081次列車で、その運行時間は68時間19分に及ぶ。
| 順位 | 列車番号・列車名             | 始発駅   | 終着駅     | 運営者     | 運行距離 | 所要時間                           | 出典   |
| ---- | ---------------------------- | -------- | ---------- | ---------- | -------- | ---------------------------------- | ------ |
| 1    | Z264/265・Z266/263次列車     | 広州     | ラサ       | 広鉄集団   | 4,980 km | 54時間30分 （2泊3日）              | [ 16 ] |
| 2    | K1082/1083・K1084/1081次列車 | チチハル | ウルムチ   | ハルビン局 | 4,827 km | 68時間19分 （チチハル行き 3泊4日） | [ 15 ] |
| 3    | Z136/137・Z138/135次列車     | 広州     | ウルムチ南 | ウルムチ局 | 4,684 km | 54時間13分 （2泊3日）              | [ 16 ] |
| 4    | T206/203・T204/205次列車     | 上海     | 伊寧       | ウルムチ局 | 4,716 km | 55時間16分 （上海行き 2泊3日）     | [ 17 ] |
| 5    | Z112/113・Z114/111次列車     | ハルビン | 海口       | ハルビン局 | 4,458 km | 65時間42分 （2泊3日）              | [ 16 ] |
| 6    | Z164/165・Z166/163次列車     | 上海     | ラサ       | 上海局     | 4,373 km | 49時間 （2泊3日）                  | [ 16 ] |
| 7    | K2288/2285・K2286/2287次列車 | 長春     | 昆明       | 瀋陽局     | 4,161 km | 60時間43分 （3泊4日）              | [ 18 ] |
| 8    | Z40/41・Z42/39次列車         | 上海     | ウルムチ南 | ウルムチ局 | 4,077 km | 38時間51分 （2泊3日）              | [ 16 ] |

#### 国際列車
国際列車も運行されており、その一覧を以下に示す。北京・上海・広州などから香港へ向かう列車は、返還後も今に至るまで起終点の駅での出入国審査が存在する。香港行きは「国際列車」ではなくなったが、国内列車とは異なる運行システムとなっており「越境列車」に相当する。
2014年12月10日より、北京西駅からベトナムのドンダン駅まで直通していたT8705/8706次列車が運休となった。（2015年10月）現在も北京西～ハノイ（ザーラム）間の切符は通しで販売されるが、北京からハノイに行く乗客は、南寧でZ5/6次列車からT8701/8702次列車に乗り換えなければならなくなった。
| 国・地域     | 列車番号・列車名           | 始発駅                          | 終着駅                          | 運営者                                  | 運行距離                                                   | 所要時間                                                                        | 出典   |
| ------------ | -------------------------- | ------------------------------- | ------------------------------- | --------------------------------------- | ---------------------------------------------------------- | ------------------------------------------------------------------------------- | ------ |
| 香港         | 広九直通列車               | 香港 （九龍駅）                 | 広州東                          | 香港MTR 国鉄広鉄集団 広深鉄路株式会社   | 173 km （広州東行き）                                      | 1時間50分 （広州東行き）                                                        | [ 21 ] |
| 香港         | 京九直通列車               | 北京西                          | 香港 （九龍駅）                 | 国鉄広鉄集団                            | 2,475 km                                                   | 24時間01分 （1泊2日 九龍行き）                                                  | [ 22 ] |
| 香港         | 滬九直通列車               | 上海                            | 香港 （九龍駅）                 | 国鉄上海局                              | 1,991 km                                                   | 18時間41分 （1泊2日 九龍行き）                                                  | [ 22 ] |
| ロシア       | ボストーク号               | モスクワ （ヤロスラフスキー駅） | 北京                            | ロシア鉄道 国鉄北京局                   | 8,984 km （満洲里経由）                                    | 145時間 （7泊8日 北京行き）                                                     | [ 23 ] |
| ロシア       | K3/4次列車                 | 北京                            | モスクワ （ヤロスラフスキー駅） | 国鉄北京局 モンゴル鉄道 ロシア鉄道      | 7,826 km （モンゴル縦貫鉄道経由）                          | 127時間 （6泊7日 北京行き）                                                     | [ 23 ] |
| ロシア       | K7023/7024次列車           | ウラジオストク ハバロフスク     | ハルビン東                      | ロシア鉄道 国鉄ハルビン局               | 813 km （ウラジオストク行き） 1355 km （ハバロフスク行き） | 33時間03分 （2泊3日 ウラジオストク行き） 32時間03分 （2泊3日 ハバロフスク行き） | [ 23 ] |
| モンゴル     | K23/24次列車               | 北京                            | ウランバートル                  | 国鉄北京局 モンゴル鉄道                 | 1,553 km                                                   | 26時間58分 （1泊2日 ウランバートル行き）                                        | [ 24 ] |
| モンゴル     | 4652/4653・4654/4651次列車 | フフホト                        | ウランバートル                  | 国鉄フフホト局 モンゴル鉄道             | 1,210 km                                                   | 36時間45分 （2泊3日 ウランバートル行き）                                        | [ 25 ] |
| カザフスタン | K9795/9796次列車           | ウルムチ南                      | アルマトイ                      | 国鉄ウルムチ局 カザフスタン鉄道         | 1,359 km                                                   | 33時間42分 （2泊3日 アルマトイ行き）                                            | [ 26 ] |
| カザフスタン | K9797/9798次列車           | ウルムチ南                      | ヌルスルタン                    | 国鉄ウルムチ局 カザフスタン鉄道         | 1,898 km                                                   | 48時間22分 （2泊3日 アスタナ行き）                                              | [ 26 ] |
| 北朝鮮       | K27/28次列車               | 北京                            | 平壌                            | 国鉄北京局 朝鮮民主主義人民共和国鉄道省 | 1,364 km                                                   | 23時間33分 （1泊2日 平壌行き）                                                  | [ 25 ] |
| ベトナム     | T8701/8702次列車           | 南寧                            | ハノイ （ザーラム駅）           | 国鉄南寧局                              | 396 km                                                     | 13時間45分 （1泊2日 ハノイ行き）                                                | [ 25 ] |
| ラオス       | D887/888次列車             | 昆明南                          | ヴィエンチャン                  | 国鉄昆明局 Laos - China Railway         |                                                            | 10時間30分                                                                      | [ 27 ] |

### 料金

#### 切符購入

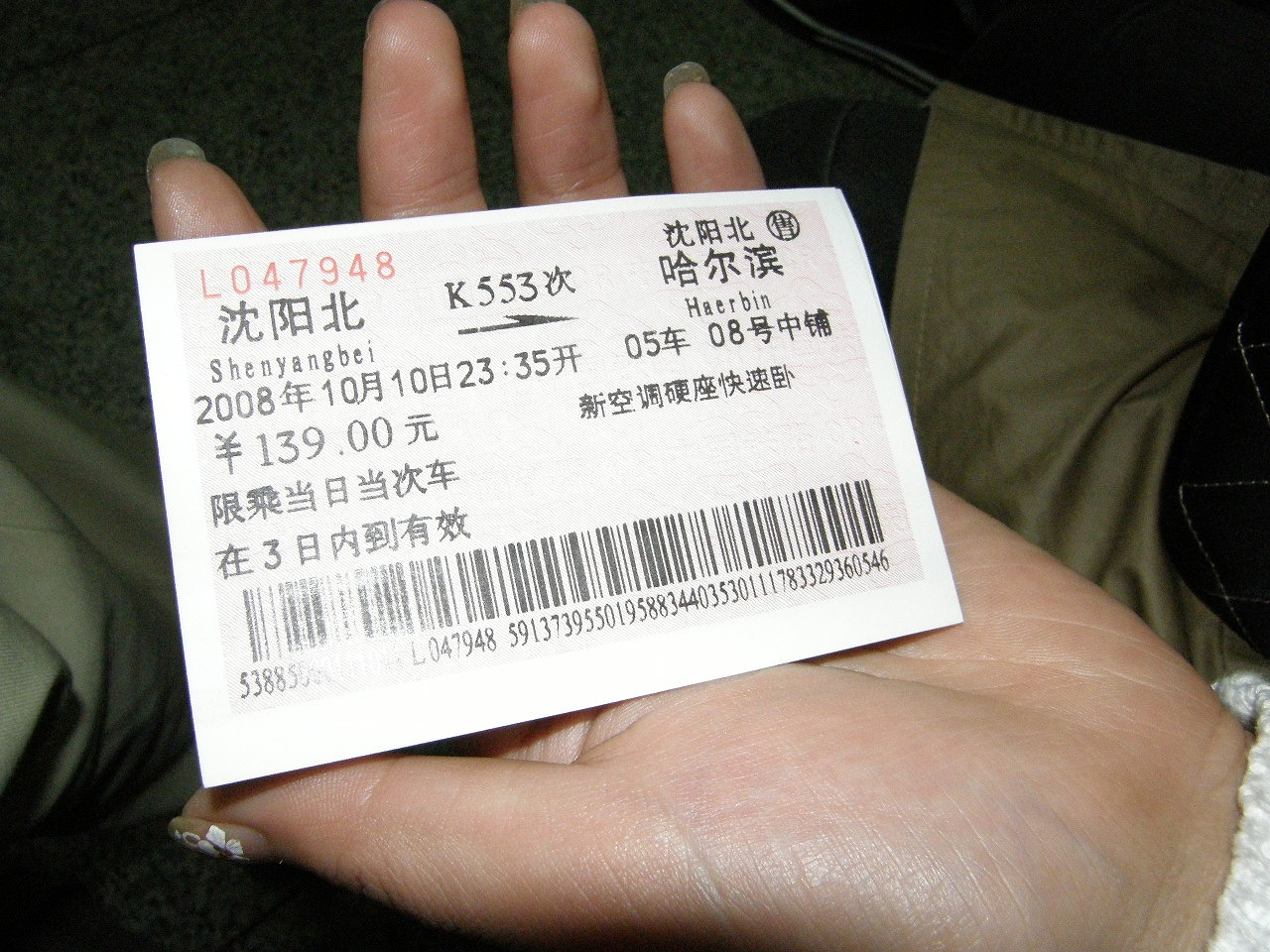
瀋陽北駅 - ハルビン駅寝台列車 (K553) 乗車券

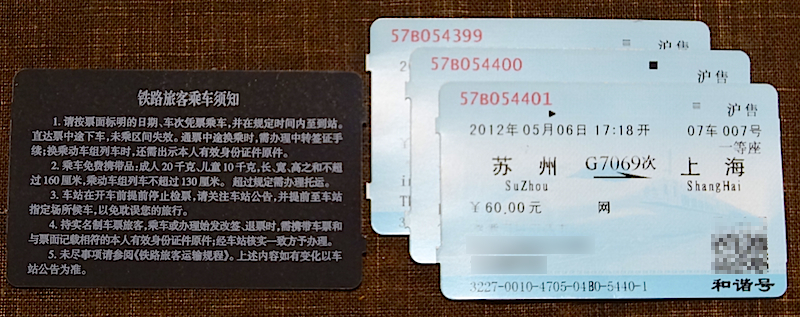
高速鉄道（和諧号）の乗車券
ぼかし部分が氏名とパスポート番号（左は裏面）。「网」とあるのは「網」の中国字でネット予約された乗車券であることを示す。

現在ではオンラインによる座席指定予約制度が導入されている。新システム導入により確実に切符が手に入るようになったかといえば、一方で旅客需要は依然として増加しているため、混雑期は長距離列車などでは切符の売り出し日（一般の列車は発車の4・5日前、直達は20日前）早々に売り切れになることも珍しくない。また中国に市場経済が導入されたとはいえ、鉄道はいまだ計画経済を前提とした国家の所有であるため、駅の切符の販売員（售票員）の販売意欲は日本と比較すると高いとはいえない。以前と比べれば少なくなったが、空席があったとしても「没有」（メイヨウ・座席無し）と窓口でいわれるような場面に、言葉が不自由な外国人相手の場合などで現在でも遭遇することがある。
かつては外国人は専用窓口でしか購入できなかったが、現在は中国人も外国人も同じ窓口である。中国語の会話ができなくても中国字体の筆談で日付・列車番号・区間を書けば入手可能であり、パスポートとメモを一緒に窓口に出すと最も手っ取り早く購入出来る。切符の購入は駅のみならず、街中にある售票処でもできるが、1枚あたり5元の手数料が必要。大きなホテルのフロントで発売できるところもあるが、手数料はもっと高いこともある。ただし、街中にある售票処は手数料がかかるため利用客が少なく、かつ民間委託のため売れば売るほど手数料収入が増えることもあり、外国人にも比較的親切で利用がたやすい。最近では、一部の駅で自動券売機も導入されており、一部の券売機では銀聯カードや支付宝での支払いにも対応している。ただ、自動販売機は切符の売り出し日直後の切符は購入できず、かつ自動販売機の操作を敬遠する人も多いため、窓口の利用者はあまり減っていない。
2011年6月1日より、高速鉄道の乗車券購入時、氏名や身分証番号を登録する「実名制」が導入された。これは、ダフ屋行為を取り締まるためといわれている。そのため、乗車券購入時に身分証の提示が必須となっているため、外国人が購入する場合、事前に旅行会社にパスポートのコピーを送付したり、従来は可能だった自動券売機での購入が一切できなくなり（中国国民の場合、身分証を読み取るための機械が設置されたため購入可能）、窓口に購入が限定されたため不便が生じている。なお、広州(東)－深圳間の広深鉄路においては、動車組列車の自動券売機にパスポート用のスキャナーが増設され、パスポートをスキャンさせることにより、外国人でも自動券売機での乗車券の購入が可能となった。
また、外国人でもユーザー登録することにより中国鉄路のサイト(www.12306.cn)でのネット購入も可能である。
他にも多少の手数料は必要であるが、海外のクレジットカードでも決済できる民間のオンライン予約サイトも登場し、外国人旅行客でも、国外から容易に購入が可能となった。
乗車前までに駅窓口に予約番号と身分証を見せることで切符を発行してもらい乗車することが可能であり、
大きな駅ではネット購入の受取り専用の窓口がある場合もある。
（中国人は新型身分証（二代身分証）を使用して専用の機械で切符を受け取ることも可能）
（中国鉄路での購入の場合、切符の発売開始日が駅窓口での発売開始日より2日早く設定されている）
ただし、その際の支払いは中国の銀行からのネット決済または 支付宝での支払いのみであるため、中国の銀行に口座があり、かつネットバンクが使用可能、もしくはな 支付宝が使える環境でないと購入できない。（乗車本人の口座でなくても支払いは可能）
さらに中国人向けのサービスとして、高速鉄道の一部では新型身分証を使用したチケットレスサービスも導入されている。

### 車両
中国の鉄道車両は、1980年代までは、主要幹線でも蒸気機関車が大々的に使用されていたが、ディーゼル機関車の量産化も中国初の国産ディーゼル機関車である巨龍型から始まり、1990年代に入り、電気機関車の大量導入も行われ、21世紀始めには、主要幹線においては蒸気機関車は過去のものとなった。広大な中国の鉄道は長距離列車、非電化区間が多く地下鉄を除く大都市の普通列車でさえもほとんどが客車であり、広大な国でも電化率が高く動力分散型が多いロシアの鉄道とは対照的であった。しかし一部の幹線は電車と気動車を用いて、2007年4月第6回鉄道高速化後、高速動力分散型電車を使うことを始めている。
車両は自国生産のものも多いが、機関車は日本・アメリカ・ヨーロッパなど西側諸国からの輸入も少なくない。モンゴル、ロシア、カザフスタンへ行く国際列車には東ドイツDWAに発注した18系客車及び19系客車が使用されている。これらの客車は、他国の車両と直通運転の際に連結されるため、モンゴルや旧ソ連構成国、東ヨーロッパなど東側諸国の車両と類似または同じデザインの車両が使用されている。モンゴル、アルバニア、北朝鮮のような東側諸国やアジア（インド、タイ、シンガポール、マレーシア、イラク、イラン、サウジアラビア、イスラエルなど）・アフリカ（エチオピア、ナイジェリア、ケニア、スーダンなど）・ラテンアメリカ（ブラジル、アルゼンチンなど）といった第三世界諸国だけでなく、アメリカやオーストラリアなど西側諸国にも鉄道車両を輸出している。

#### 車両等級

##### 寝台車

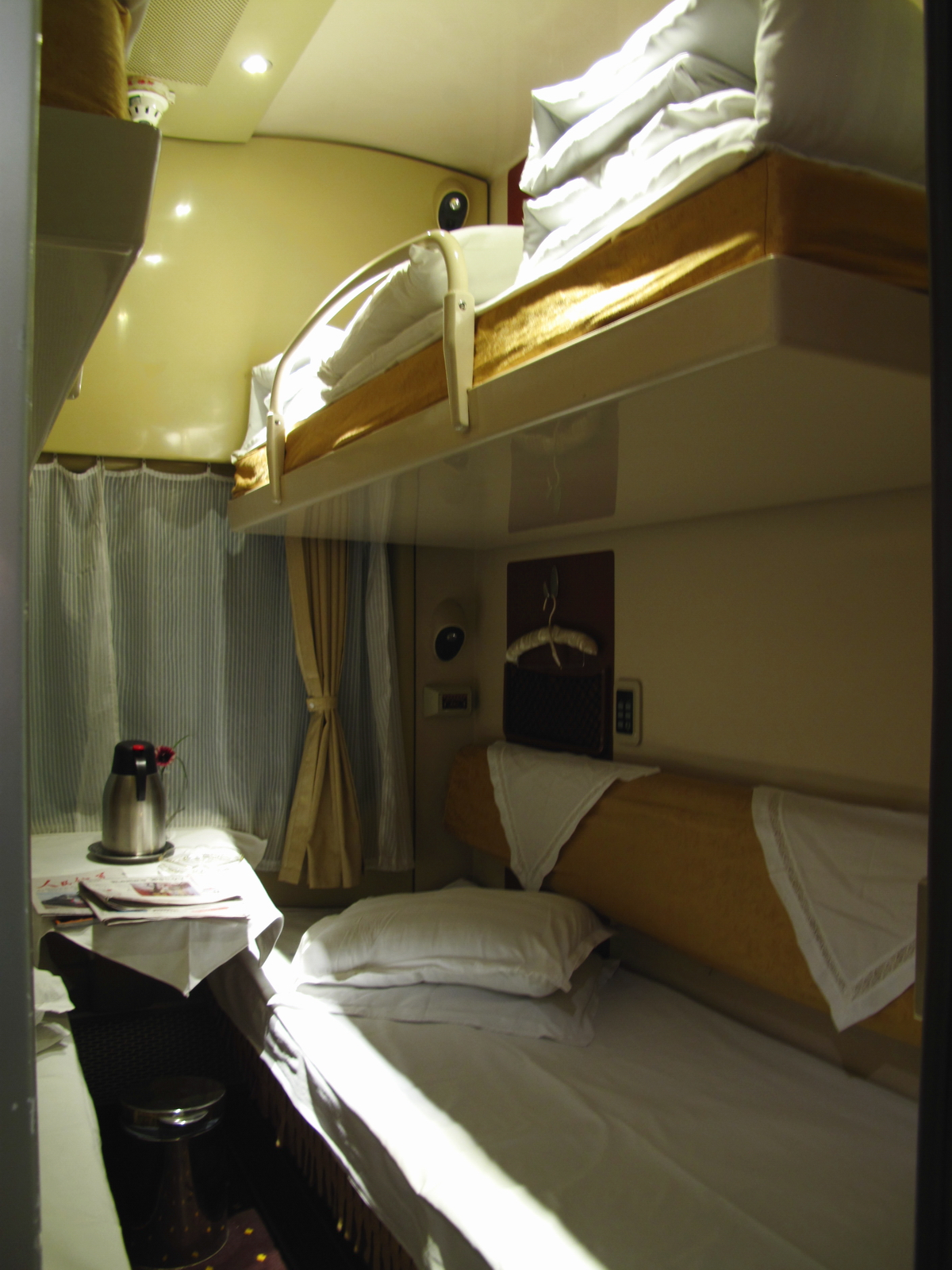
25T系客車の軟臥車

夜行列車には一部のローカル線を除き、寝台車が連結されている。夜行動車組列車も寝台車がある。
在来線の場合は：
- 高級軟臥（A寝台。定員1人または2人の個室寝台。一部の路線に限定。室内にトイレとソファーがあり、車両によっては持ち帰り可能のスリッパや歯磨きも置いている。）
- 軟臥（A寝台　定員4人のコンパートメント寝台）
- 硬臥（B寝台　3段開放寝台）

また、昆明〜麗江のK9682/K9684、K9686/K9688観光列車と、北京～杭州のT32/T31列車は、一人軟包と言うの個室がある。昆明〜麗江の列車の一人軟包の中に、線路向きのダブルベッドと、枕木方向の二段1人用寝台一つがある。実は最大三人用個室が、切符は1個室1枚で発売する。北京～杭州の列車の一人軟包の中に、枕木方向の1人用寝台一つがあり、椅子と洗面所もある。しかしトイレがない。
動車組列車の場合は：
- 高級軟臥（A寝台  定員2人の個室寝台。一部の路線に限定。室内にソファーがあり、車両によっては持ち帰り可能のスリッパや歯磨きも置いている。）
- 軟臥（A寝台　定員4人のコンパートメント寝台）

寝台には下鋪、中鋪、上鋪（下段、中段、上段）があり、下鋪の運賃が若干高い。乗車後に身分証明書を提示して、氏名などの記録が行われる。
高級軟臥（普段は高包と呼ぶ）や軟臥には部屋に扉がついており、内側から鍵がかかる。席単位も部屋単位も購入は可能。定員丁度のグループで使用する時は事実上の個室となるが、定員以下で使用する時は、相部屋となることがある。室内の全員が食堂車などに行く時に係員に申告すれば外側から鍵を掛けてもらうことができる。高包や一部の1等寝台の場合は車掌の他に女性アテンダントがおり、乗車直後に部屋に挨拶にやって来る。
すべての高包や一部の軟臥、硬臥にはコンセントが付いているため、電気機器の充電に利用できる。
切符は各車両に乗務する乗務員が各乗客の下車駅を把握して案内し、乗客の寝過ごしを防止するため、係員が下車直前まで預かり乗客が下車する駅が近くなると返却される。乗車中は代わりに座席・寝台番号が書かれた預り証を渡されるので、各乗客はそれを切符の代わりとして携帯する。食堂車を越えて座席車側に入り、再び寝台車側に戻ろうとする時に預り証がないと、食堂車の係員に制止されることがある。
硬臥以外は、枕、シーツ、毛布が備え付けられている。コンパートメントごとに熱湯の入ったポットが置いてある。硬臥は消灯時間が決められている。

##### 座席車
在来線の場合は：
- 軟座（グリーン車全席指定）
- 硬座（普通車）

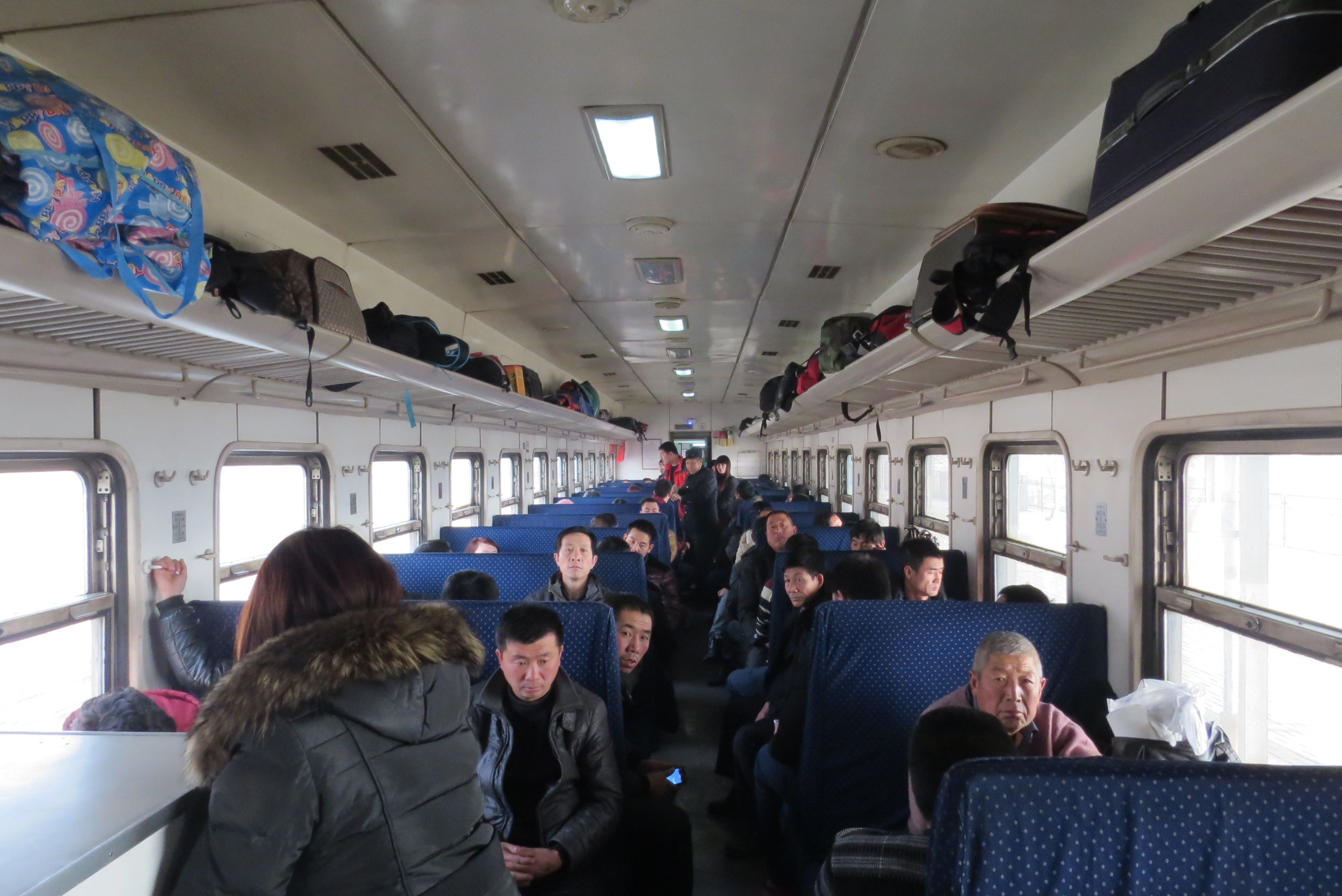
22B系客車の硬座車

- 無座（硬座立ち席券　乗車後、空席があれば、軟座、硬臥などに変更可能）

元の北京-天津、上海-南京などの都市間列車は、特等軟座・一等軟座・二等軟座の3等級制の車両がある。都市連絡の任務を動車組列車に譲りの後に、一部は他の線区に転出した。場合により、全て軟座に統一、二等は硬座に格下、または一等・二等のまま使用のケースがある。
動車組列車の場合は：
- 商務座・観光座（グランクラス）
- 一等座（グリーン車全席指定）
- 二等座（普通車）

他に空調設備の有無で料金に格差がある。これは、空調の使用の有無に関係がない。空調車は座席などの設備も良いための運賃差とされているため、春秋などの空調不使用時でも新空調車料金と称する運賃となる。一例をあげると、北京 - 上海間であれば、特快の高級軟臥と普快の硬座では10倍以上もの運賃・料金格差を生じる。

#### 食堂車

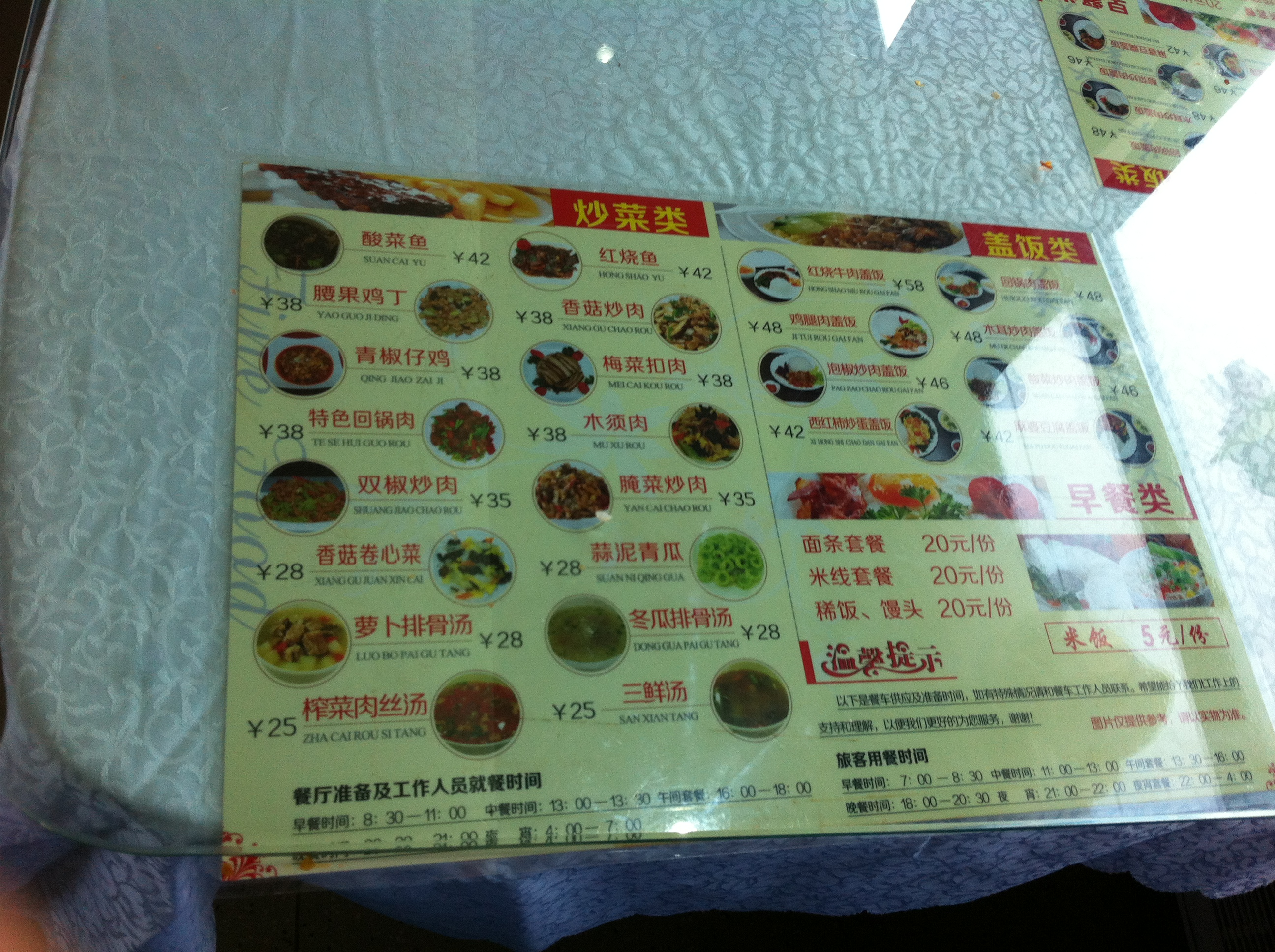
食堂車のメニュー

現在でも多くの長距離列車に食堂車が連結されている。料理の量が少ない割に価格設定が高いため、硬座や硬臥の乗客はほとんど使用しないが、食堂車の料理人が調製する弁当の人気は高い。そのため利用客は少ないが、それでもほとんどの長距離列車に連結されているのは、弁当調製所と乗務員の食事場所の意味合いもあるためである。時間帯によっては乗客よりも乗務員の利用の方が多いこともある。ほとんどの長距離列車には1両だけの連結であるが、比較的豊かな都市部からの観光客や外国人利用者が多い蘭州と敦煌を結ぶ旅游列車「敦煌号」のように3両の食堂車（高級食堂車、普通食堂車、喫茶・バー車）が連結されている列車もある。

### 主な路線一覧

#### 八縦八横（重点路線）
重点的に国家が整備を行う「八つの縦断と八つの横断」鉄道である。
八縦（中国大陸の南北を結ぶ主な線）
- 京滬線 北京 - 天津 - 済南 - 南京 - 上海
- 東部沿海通道 瀋陽 - 大連 - 煙台 - （青島） - 無錫 - （上海） - 杭州 - 寧波 - 温州 - 福州 - アモイ - 広州 - 湛江
- 京広線 北京 - 石家荘 - 鄭州 - 武漢 - 長沙 - 株洲 - 広州
- 京九線 北京 - 衡水-商丘 - 南昌 - 深圳 - 九龍（香港）
- 京哈線 北京 - ハルビン - （満洲里）
- 大湛線 大同 - 太原 - 焦作 - 洛陽 - 石門 - 益陽 - 永州 - 柳州 - 湛江（ - 海口）
- 包柳線 包頭 - 西安 - 重慶 - 貴陽 - 柳州（ - 南寧）
- 蘭昆線 蘭州 - 成都 - 昆明
  - 宝成線 宝鶏 - 成都
  - 成昆線 成都 - 昆明

八横（中国大陸の東西を結ぶ主な線）
- 陸橋鉄路（隴海線と蘭新線・北疆線の総称）
  - 隴海線　連雲港 - 徐州 - 鄭州 - 洛陽 - 西安 - 宝鶏 - 蘭州
  - 蘭新線　蘭州 - ウルムチ
  - 北疆線　ウルムチ - 阿拉山口
- 京蘭線　北京 - フフホト - 蘭州（ - ラサ）
  - 京包線　北京 - フフホト - 包頭
  - 包蘭線　包頭 - 銀川 - 蘭州
- 寧西線　（啓東） - 南京 - 合肥 - 西安
- 滬昆線　上海 - 杭州 - 株洲 - 懐化 - 貴陽 - 昆明（懐化 - 重慶 - 成都）
- 煤運北通道　大同 - 秦皇島、神木 - 黄驊
- 煤運南通道　太原 - 徳州、長治 - 済南 - 青島、侯馬 - 月山 - 新郷 - 兗州 - 日照
- 沿江通道　重慶 - 武漢 - 九江 - 蕪湖 - 南京 - 上海
- 西南出海通道　昆明 - 南寧 - 黎塘 - 湛江

#### その他の国鉄路線
- 青蔵鉄道　西寧 - ゴルムド - ラサ
- 成昆線
- 昆河線　昆明 - 開遠 - 河口
- 南疆線　トルファン - コルラ - カシュガル
- 渤海鉄道フェリー

### 地方鉄路・産業鉄道
- 鉄法鉄煤集団
- 平頂山炭鉱鉄路
- 徐沛鉄路
- 芭石鉄路
- 彭州地方鉄路
- 集通線　集寧 - 通遼
- 図琿線　図們 - 琿春
- 向哈線
- 嫩林鉄路　嫩江鎮 - 漠河・古蓮

## 地下鉄・軌道交通など
中華人民共和国では国鉄以外にも、地下鉄・路面電車・モノレールなどがいくつかの大都市で運営されており、また高速鉄道に関しても2003年12月には上海に磁気浮上式鉄道のトランスラピッドが開通している。
1969年に北京で地下鉄が開業した。しかし地下鉄の整備は1978年の改革開放政策まで十分には行われなかった。1980年代以降、外資の導入による近代化政策のもと都市部において地下鉄の建設が行われた。上海では1990年代以降の相次ぐオフィスビルの建設により地下鉄の路線網の拡充が急務となっていた。このような経緯があり、中国の地下鉄は、国産技術を主体とした北京地下鉄などの北方グループと外国技術を主体とした上海地下鉄などの南方グループに大別される。
営業路線長を2020年に2007年比約8倍の4200kmとする計画がある。2020年に北京では1050km、上海では980km、広州では600kmの都市鉄道が開業し、先進国に近い鉄道整備になる。しかし、今も建設中の路線は全国において多数に存在しており、まだ建設すら進められておらず、1路線も開通していない大都市も多く存在している。北京、上海、成都など巨大路線網を持つ大都市でも平均的な駅間距離は2kmに近いため、全体的に比較的長めの平均距離になっている。
2000年段階では地下鉄を有する都市は北京、天津、上海、広州、香港の5都市のみであった。しかし、21世紀に入ってから大半の省都において地下鉄の建設が始まり、2021年現在開業路線が存在しない、もしくは建設工事も行われていない省級行政区は西蔵自治区のみであるが、省都ならびに自治区の首府において地下鉄ならびに軌道交通が開通していないのは西蔵自治区・拉薩市、海南省・海口市、青海省・西寧市の3都市が開通がまだである。
地下鉄の始発においては概ねどこの都市でも6時前後であるが、終電は都市によってもかなり差はあり、早い路線だと20時台、遅い路線でも22時～23時辺りには大半は終電になるため、日本や台湾などのように日付を跨いでもまだ電車があるという状態は中国にはほとんどないので注意が必要。

## 路線数・距離について
- 2022年2月時点にて開通している各都市の地下鉄ならびに軌道交通の数値を下記にて示す。赤文字は最多数値、太字は中国国内において上位3位までの数値を示す。
- 一部の都市(主に有軌電車[路面電車]のみの都市)やいわゆる高鉄の近郊列車などは掲載から除かれたデータである。
- 平均距離は下表に基づいているため、実際の細かい距離まで算出していないので、多少の誤差はあり。平均距離が短いほど路線の駅数の密度が高くなり、長いほど駅数の密度は低めとなる。

| 省・都市名              | 省・都市名              | 路線 | 総駅 | 距離 (km) | 平均 (km) |
| ----------------------- | ----------------------- | ---- | ---- | --------- | --------- |
| 北京市 (一部河北・廊坊) | 北京市 (一部河北・廊坊) | 23   | 439  | 762       | 1.74      |
| 天津                    | 天津                    | 8    | 184  | 267       | 1.45      |
| 河北                    | 石家荘                  | 3    | 63   | 77        | 1.22      |
| 山西                    | 太原                    | 1    | 22   | 23        | 1.05      |
| 河南                    | 鄭州                    | 7    | 145  | 206       | 1.42      |
| 河南                    | 洛陽                    | 2    | 34   | 44        | 1.29      |
| 遼寧                    | 瀋陽                    | 4    | 92   | 116       | 1.26      |
| 遼寧                    | 大連                    | 5    | 80   | 201       | 2.51      |
| 吉林                    | 長春                    | 5    | 96   | 107       | 1.11      |
| 黒龍江                  | 哈爾濱 (ハルビン)       | 3    | 66   | 80        | 1.21      |
| 内蒙古 (内モンゴル)     | 呼和浩特 (フフホト)     | 2    | 44   | 49        | 1.11      |
| 上海 (一部江蘇・昆山)   | 上海 (一部江蘇・昆山)   | 20   | 508  | 831       | 1.64      |
| 江蘇                    | 南京 (一部句容)         | 11   | 191  | 427       | 2.24      |
| 江蘇                    | 無錫                    | 4    | 87   | 117       | 1.31      |
| 江蘇                    | 徐州                    | 3    | 54   | 64        | 1.19      |
| 江蘇                    | 常州                    | 2    | 44   | 54        | 1.23      |
| 江蘇                    | 蘇州 (昆山除く)         | 3    | 168  | 210       | 1.25      |
| 山東                    | 済南                    | 3    | 42   | 84        | 2.00      |
| 山東                    | 青島                    | 7    | 136  | 280       | 2.06      |
| 安徽                    | 合肥                    | 5    | 131  | 154       | 1.18      |
| 安徽                    | 蕪湖                    | 2    | 36   | 46        | 1.28      |
| 浙江                    | 杭州 (一部紹興・海寧)   | 13   | 267  | 468       | 1.75      |
| 浙江                    | 寧波                    | 5    | 125  | 181       | 1.45      |
| 浙江                    | 温州                    | 1    | 18   | 54        | 3.00      |
| 福建                    | 福州                    | 2    | 47   | 61        | 1.30      |
| 福建                    | 廈門                    | 3    | 70   | 98        | 1.40      |
| 湖北                    | 武漢 (一部鄂州)         | 11   | 282  | 432       | 1.53      |
| 湖南                    | 長沙                    | 6    | 114  | 161       | 1.41      |
| 広東                    | 広州 仏山               | 16   | 317  | 629       | 1.98      |
| 広東                    | 深圳                    | 11   | 288  | 419       | 1.45      |
| 広東                    | 東莞                    | 1    | 15   | 38        | 2.53      |
| 香港                    | 香港                    | 10   | 119  | 237       | 1.99      |
| マカオ (澳門)           | マカオ (澳門)           | 1    | 11   | 9         | 0.82      |
| 広西 (広西チワン族)     | 南寧                    | 5    | 104  | 128       | 1.23      |
| 江西                    | 南昌                    | 4    | 103  | 129       | 1.24      |
| 重慶                    | 重慶                    | 11   | 241  | 404       | 1.68      |
| 四川                    | 成都                    | 12   | 333  | 518       | 1.56      |
| 貴州                    | 貴陽                    | 2    | 57   | 76        | 1.33      |
| 雲南                    | 昆明                    | 5    | 92   | 139       | 1.51      |
| 陝西                    | 西安 (一部咸陽)         | 8    | 174  | 258       | 1.48      |
| 甘粛                    | 蘭州                    | 1    | 20   | 26        | 1.30      |
| 新疆 (新疆ウイグル)     | 烏魯木斉 (ウルムチ)     | 1    | 21   | 28        | 1.33      |

## 地域別

### 北京市・天津市・河北省
- このエリアは「京津冀地区」と呼び、北京市と天津市を除く河北省のみとなると北京地下鉄の一部に差しかかる廊坊市とあとは市単体で持っている石家荘市しか開通しておらず、まだ地下鉄を所有していない唐山市や保定市などの大都市も存在しているため、地下鉄の開通は人口の割に極めて少ない。

#### 北京市・廊坊市

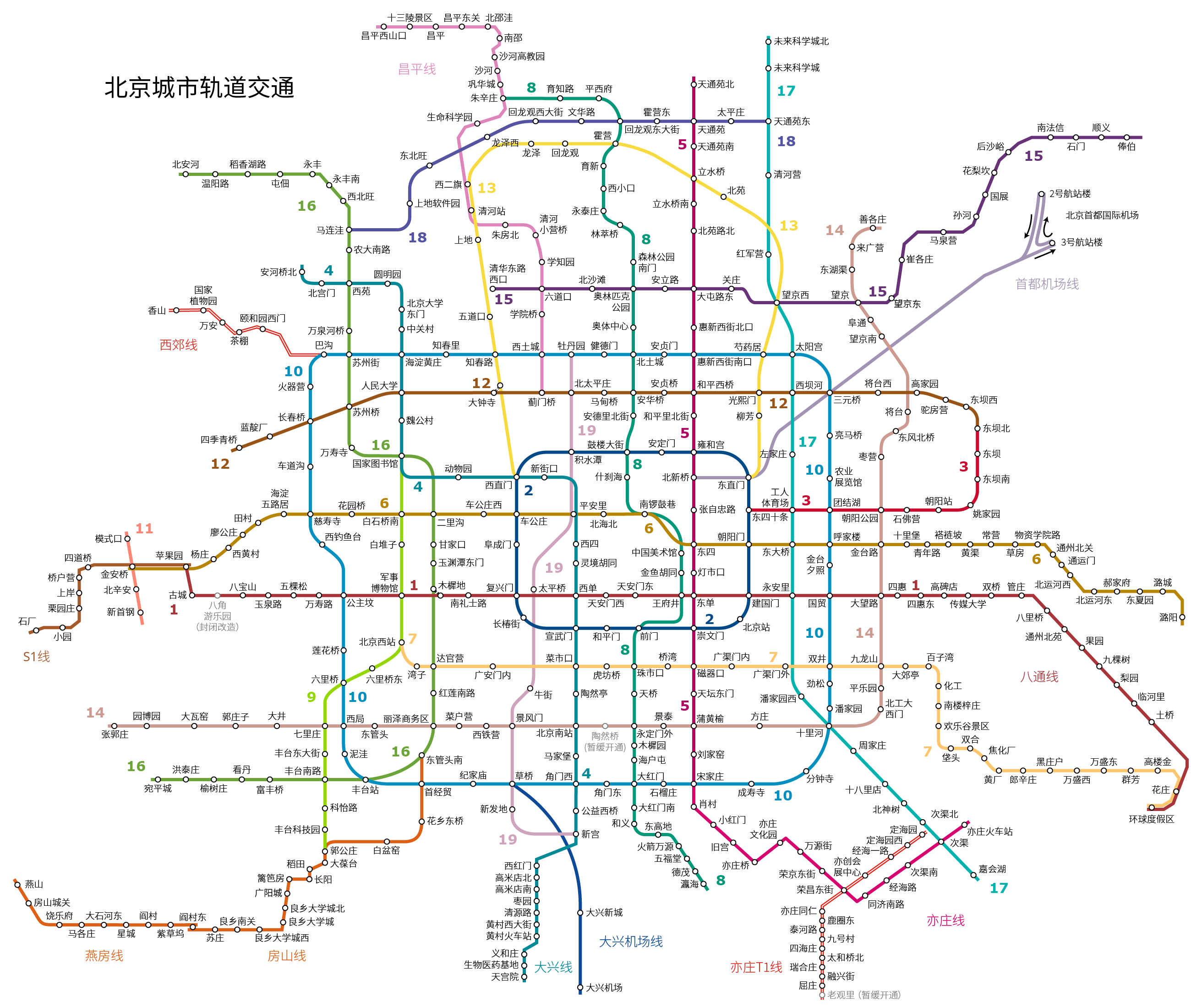
北京地下鉄の路線図

北京市では、1969年に中国初の地下鉄路線である北京地下鉄が開通したが、先述の通り整備は1978年の改革開放政策まで十分には行われず、一般人には開放されなかった。2008年の北京オリンピックのころから、開通路線が急激に増え、現在も建設中の路線が多数ある。
北京地下鉄のほかにも、国鉄の路線の線路を使用する北京市郊鉄路が3路線開業し、いくつか整備中である。
北京市計画委員会は、2020年までに北京市郊外鉄道1000km、都市鉄道1000kmを整備する計画を制定している。中国国鉄の新線建設や駅調整に伴い、北京市域内の約1000kmの国鉄線路や中心市街地に位置する6つの貨物ターミナルを、郊外通勤鉄道と旅客駅に改造することが可能だとしている。最初の工事である現在の貨物用の北京東駅を10面18線の旅客駅に改造する計画が間もなく始まる予定である。
また北京大興国際空港に直結している大興機場駅は河北省・廊坊市に位置している。
北京地下鉄
■1号線
■2号線
■4号線
■大興線
■5号線
■6号線
■7号線
■8号線
■9号線
■10号線
■13号線
■14号線
■15号線
■16号線
■17号線
■19号線
■S1線
■八通線
■房山線
■燕房線
■亦荘線
■昌平線
■首都機場線
■大興機場線
■西郊線（西郊有軌電車）
■亦荘T1線（亦荘新城現代有軌電車）
北京市郊鉄路
■S1線（副中心線）
■S2線（城鉄線）
■S5線（密運線）

#### 天津市
天津市には天津地下鉄と天津開発区導軌電車の2つの鉄道事業者がある。北京市に続いて大陸内では11年後の1980年に初めて開通している。4つの直轄市の地下鉄では最も規模が小さい。
天津地下鉄
■1号線
■2号線
■3号線
■5号線
■6号線
■8号線
■9号線（津浜軽軌）
天津開発区導軌電車
■1号線

#### 石家荘市
石家荘市では、石家荘地下鉄が運行している。現時点では廊坊市に乗り入れている北京地下鉄の大興機場駅を除き唯一の河北省の地下鉄となる。2017年に運営開始。
石家荘地下鉄
■1号線
■2号線
■3号線

### 山西省
- 地下鉄をまだ持たない海南省と青海省を除き、省に当たるエリアでは山西省が最も遅い地下鉄の開通となっている。

#### 太原市
太原市では、太原地下鉄が運行している。2020年に開通。山西省初の地下鉄。
太原地下鉄
■2号線

### 河南省
- 河南省は副省級市を所有しない省の中では安徽省とともに複数都市に地下鉄を所有する。

#### 鄭州市
鄭州市では、鄭州軌道交通が運行している。2013年に開通。将来的に建設中の新路線が許昌市への乗り入れも計画されている。
鄭州地下鉄
■1号線
■2号線
■城郊線
■3号線
■4号線
■5号線
■14号線

#### 洛陽市
洛陽市では、洛陽地下鉄が運行している。2021年に開通で、河南省では2番目の開通都市となる。
洛陽地下鉄
■1号線
■2号線

### 遼寧省
- 東北部の中心となる遼寧省。東北部で現時点で唯一複数都市で開通している省となり、地下鉄を所有する両都市とも副省級市である。

#### 瀋陽市
瀋陽市では、瀋陽地下鉄が地下鉄を運行している。路面電車は1974年に一度全線撤去されたが、2013年に新設され、瀋陽有軌電車が運行している。地下鉄は2010年から開通。
瀋陽地下鉄
■1号線
■2号線
■9号線
■10号線
瀋陽有軌電車
■1号線
■2号線
■3号線
■4号線
■5号線
■6号線

#### 大連市
大連市では、満洲時代に路面電車網が構築されたが、中華人民共和国建国後に大幅に整理された。現在は大連地下鉄のほか、大連公交客運集団により大連有軌電車が運行されている。地下鉄は2003年に初めて開通しており、省都の瀋陽市よりも7年も前に開通している。
なお、■13号線においては■3号線九里支線と直通運転を実施している。
大連地下鉄
■1号線
■2号線
■3号線
■12号線
■13号線
大連有軌電車
■大連市電201番
■大連市電202番

### 吉林省
- 現時点では副省級市に指定されている長春市のみが吉林省唯一の地下鉄所有となっている。

#### 長春市
長春市では、満洲時代に敷設された路面電車は1路線を残し撤去されたが、2015年に新たに1路線が建設された。長春軌道交通と長春有軌電車が運営している。他にも地下鉄北湖線が建設中である。2002年に開通しており、中国の地下鉄では比較的歴史が古い。
長春軌道交通
■1号線
■2号線
■3号線
■4号線
■8号線（北湖線）
長春有軌電車
■54路
■55路

### 黒龍江省
- 東北部でも最東端かつ最北端に位置する黒龍江省は人口の希薄地域が多く、その中で唯一副省級市であり、省都でもあるハルビン市のみが地下鉄を所有。そのハルビン地下鉄は国内最東端ならびに最北端の地下鉄となっている。

#### ハルビン市
ハルビン市では、ハルビン地下鉄が運行している。現在は3路線が運行、3号線は環状線として開通を予定している。
哈爾濱地下鉄
■1号線
■2号線
■3号線

### 内モンゴル自治区
- 華北地方最北端に位置する内モンゴル自治区では現時点では首府でもあるフフホト市にのみ開通。第2の都市に当たる包頭市にも近年の開通予定がされていたが、こちらはまだ開通の見通しが立っていない。

#### フフホト市
フフホト市では、フフホト地下鉄が運行している。2019年に開通で、内モンゴル自治区では初の地下鉄開通。
呼和浩特地下鉄
■1号線
■2号線

### 上海市・江蘇省（滬蘇地区）
- 上海市を始めとして江蘇省でも既に5つの都市にて地下鉄は開通している。上海市含む下記の6つの都市以外でも既に南通市も大詰めの段階にまで来ており、さらに地下鉄の開通は進んでいくと見られる。省の地下鉄の所有都市数は国内の全省において最多になる。

#### 上海市・蘇州市（昆山市）

上海地下鉄の路線図

上海市では、上海軌道交通（上海地下鉄）、上海トランスラピッド（上海リニア）、張江有軌電車の3事業者が運行しているほか、国鉄も金山鉄路という通勤路線を運行している。上海地下鉄は1995年に1号線が開通してから次々と新たな路線を開通させて急速に総延長を伸ばし、2009年12月には東京都市圏を抜いてアジアで最も総延長の長い地下鉄路線となった。なお11号線の一部は江蘇省・蘇州市（昆山市）に乗り入れている。現在は路線数こそ北京地下鉄の23路線には及ばぬ20路線ではあるものの、近年の新規路線の追加により、総駅数508駅と総距離831kmは首都である北京地下鉄をも大きく上回っており、全世界でもトップクラスの地下鉄となっている。
上海軌道交通
■1号線（南北線）
■2号線（東西線）
■3号線（明珠線）
■4号線（環状線）
■5号線（莘閔線）
■6号線（浦東線）
■7号線（宝山線）
■8号線（楊浦線）
■9号線（申松線）
■10号線（徐虹線）
■11号線（申嘉線）
■12号線（閔浦線）
■13号線（世博専線）
■14号線
■15号線
■16号線（臨港線）
■17号線（青浦線）
■18号線
■浦江線
上海磁浮示範営運線
■上海トランスラピッド
張江有軌電車
■張江有軌電車
滬昆鉄路金山支線
■22号線（金山線）

#### 南京市・鎮江市（句容市）
南京市では、南京地下鉄および南京有軌電車が運行している。2005年から開通。一部路線が句容市（鎮江市）へも乗り入れを開始した。
南京地下鉄
■1号線
■2号線
■3号線
■4号線
■10号線
■S1号機場線
■S3号寧和線
■S6号寧句線
■S7号寧溧線
■S8号寧天線
■S9号寧高線
南京有軌電車
■河西有軌電車

#### 無錫市
無錫市では、無錫地下鉄が運行している。2014年に開通。
無錫地下鉄
■1号線
■2号線
■3号線
■4号線

#### 徐州市
徐州市では、徐州地下鉄が運行している。2019年に開通。
徐州地下鉄
■1号線
■2号線
■3号線

#### 常州市
常州市では、常州地下鉄が運行している。徐州市と同じく2019年に開通。
常州地下鉄
■1号線
■2号線

#### 蘇州市（昆山市を除く）

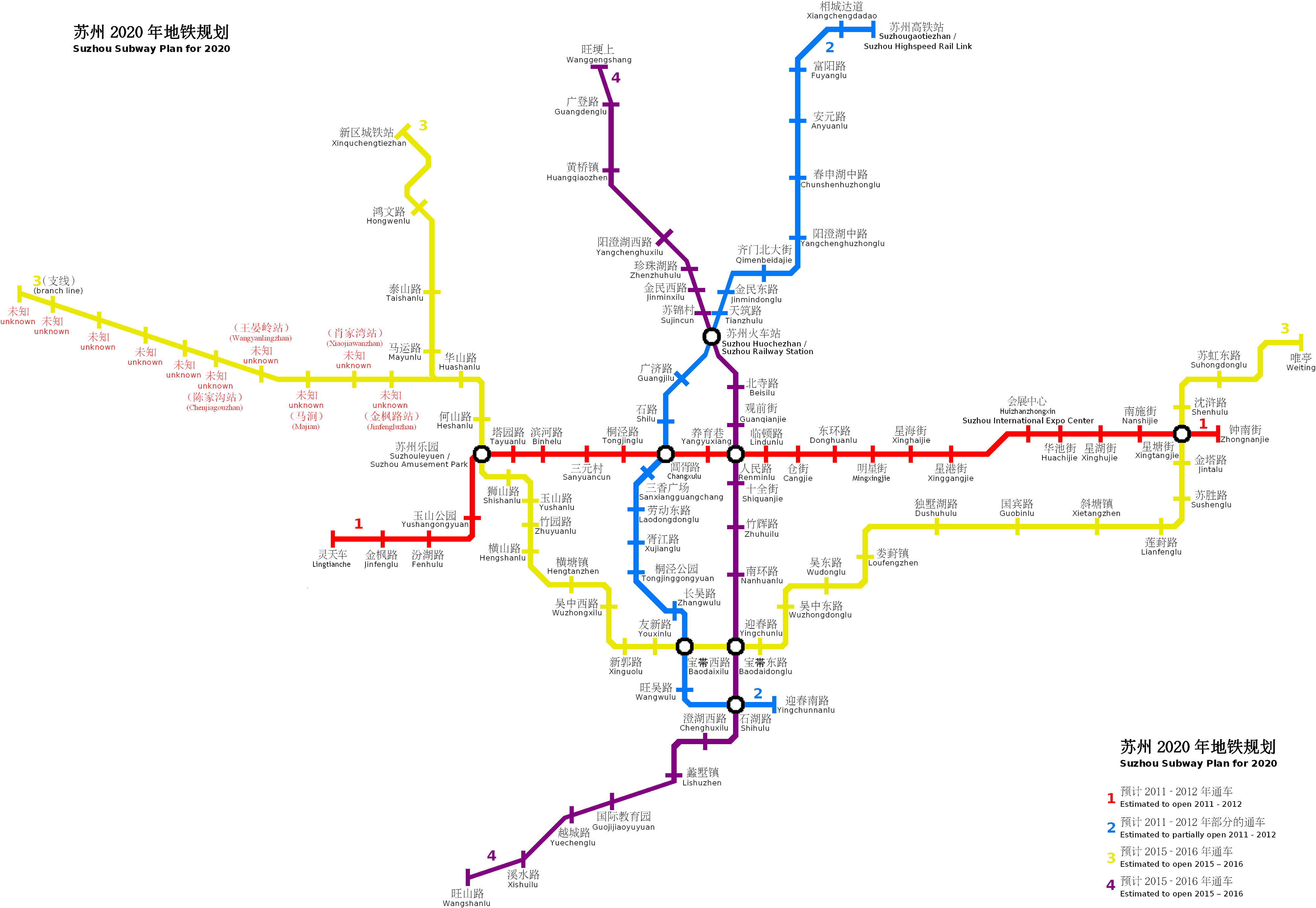
2020年蘇州地下鉄

蘇州市では、蘇州軌道交通および蘇州高新区有軌電車が運行している。昆山市（蘇州市）を走行する上海地下鉄11号線を除く。2012年に開通、省都の南京市を除き江蘇省の各都市では最も先に開通している。江蘇省の各都市では上海市に最も近い。
蘇州軌道交通
■1号線
■2号線
■3号線
■4号線
■4号線支線
■5号線
蘇州高新区有軌電車
■1号線

#### 南通市
南通市では、南通軌道交通が運行が予定されている。上海市の北側に位置し、上海市の西側に位置する蘇州市とともに上海市に非常に近い位置となる。

#### 淮安市
淮安市では、淮安市現代有軌電車経営有限公司が運行している。2015年に開通。
淮安有軌電車
■1号線

### 山東省
- 省内では二大都市かつ副省級市となる済南市と青島市。済南市は今でこそ3路線まで開通したが、副省級市に当たる都市では実は最後の開通都市となった。

#### 済南市
済南市では、済南地下鉄が運行している。2019年に開通。当初は1号線、次に3号線の開通と続いたため、2号線が開通するまでは飛び地開通となっていた。
済南軌道交通
■1号線
■2号線
■3号線

#### 青島市
青島市では、青島地下鉄と青島有軌電車が運行している。2015年に開通。山東省の初の地下鉄となり、省都の済南市よりも4年前に開通している。なお13号線は膠州湾を経た先の路線になっており、13号線以外の5路線には接続していない飛び地の地下鉄となっていたが、1号線が海峡を経て開通したため、飛び地開通は解消した。
青島地下鉄
■1号線
■2号線
■3号線
■7号線（現1号線の一部区間）
■8号線
■11号線
■13号線
青島有軌電車
■青島有軌電車

### 安徽省
- 現時点では省内では合肥市と蕪湖市のみ地下鉄を所有している。この他に馬鞍山市を始め、隣接する江蘇省からの乗り入れも予定されている。

#### 合肥市
合肥市では、合肥軌道交通が運行している。2016年に開通。安徽省初の地下鉄。2016年12月26に1号線、以降はちょうど1年後に2号線、2年後に3号線、1年後に5号線、さらに1年後に4号線の順に開通しており、全ての路線が12月26日に初期開通となっている。
合肥地下鉄
■1号線
■2号線
■3号線
■4号線
■5号線

#### 蕪湖市
蕪湖市では、蕪湖軌道交通が運行している。安徽省では合肥市に次ぐ2番目の開通都市。
蕪湖軌道交通
■1号線
■2号線

### 浙江省
- 江蘇省に続き、浙江省でも既に6都市で地下鉄の開通しているが、さらに杭州市の近隣となる台州市も開通が間近となっており、江蘇省に続き、多くの都市で開通に向けて進められている。また「○○城際線」と称する路線も開通しており、杭州市を筆頭に上記以外の近隣都市への乗り入れも実施されている。

#### 杭州市・紹興市・海寧市（嘉興市）
杭州市では、杭州地下鉄が運行している。2012年に浙江省初の地下鉄として開通。また、同省の紹興市ならびに海寧市（嘉興市）にも杭州市からの地下鉄が乗り入れを開始している。また杭海城際線は1駅の平均キロ数が4kmもあり、地下鉄の平均的な駅間としては最も長い。
杭州地下鉄
■1号線
■2号線
■3号線
■4号線
■5号線
■6号線
■7号線
■8号線
■9号線
■10号線
■16号線
■19号線
■杭紹城際線
■杭海城際線

#### 寧波市
寧波市では、寧波軌道交通が運行している。2014年に開通。
寧波軌道交通
■1号線
■2号線
■3号線（鄞奉線）
■4号線

#### 温州市
温州市では、温州軌道交通が運行している。2019年に浙江省3番目の地下鉄として開通。地下鉄の駅間の平均距離は3kmで、全国の地下鉄でかなり長い。
温州軌道交通
■S1線

#### 金華市
金華市では、金華軌道交通が運行している。2022年8月に開通、現時点では最新となる新規開通の都市となる。
金華軌道交通
■金義線

#### 台州市
台州市では、台州軌道交通が運行が予定されている。

### 福建省
- 台湾にほど近い福建省。現時点では省都の福州市、副省級市の廈門市のみが開通。

#### 福州市
福州市では、福州地下鉄が運行している。2016年に福建省初の地下鉄として開通。
福州地下鉄
■1号線
■2号線
■5号線
■6号線

#### 廈門市
廈門市では、廈門軌道交通が運行している。2017年に開通。2021年6月25日に3号線も開通した模様。
廈門軌道交通
■1号線
■2号線
■3号線

### 湖北省
- 華中地域最大都市かつ唯一の副省級市となる武漢市。路線網もかなり巨大化している。この2021年に市外となる鄂州市に1駅だけ乗り入れとなった。

#### 武漢市・鄂州市

武漢地下鉄の路線図

武漢市では、武漢地下鉄および武漢有軌電車が運行している。2004年に開通。現時点では武漢市以外の湖北省では地下鉄の開通はなしになるが、11号線が2021年1月に鄂州市の葛店南站駅まで1駅のみだが、延伸している。
武漢地下鉄
■1号線
■2号線
■3号線
■4号線
■6号線
■7号線
■8号線
■11号線
■16号線
■21号線（陽邏線）
武漢有軌電車
■車都有軌電車T1線
■光谷有軌電車T1線
■光谷有軌電車T2線

### 湖南省
- 現時点では華中地域南部最大都市の長沙市に省内唯一の地下鉄が開通している。今後も路線網の巨大化に向けて進行中である。

#### 長沙市
長沙市では、長沙地下鉄と湖南磁浮交通発展股份有限公司によるリニアモーターカーが運行している。2014年に開通。湖南省唯一の地下鉄の所有都市。既存の路線から湘潭市への延伸も予定されている。
長沙地下鉄
■1号線
■2号線
■3号線
■4号線
■5号線
■6号線
湖南磁浮交通発展
■長沙磁浮快線

### 広東省・香港・マカオ（粤港澳地区）
- 特に広州市と深圳市では既に巨大路線網が形成されており、広州市は隣接都市の仏山市とともにさらなる路線の巨大化が進行中。特別行政区の香港とマカオを除き、中国大陸内では深圳市が最南端の地下鉄となる。地下鉄は3都市になるが、3都市以上に地下鉄を所有しているのは江蘇省と浙江省とこの広東省だけである。広東省の3エリアと香港とマカオで合計5つのエリアにまで現在は発展している。

#### 広州市・仏山市

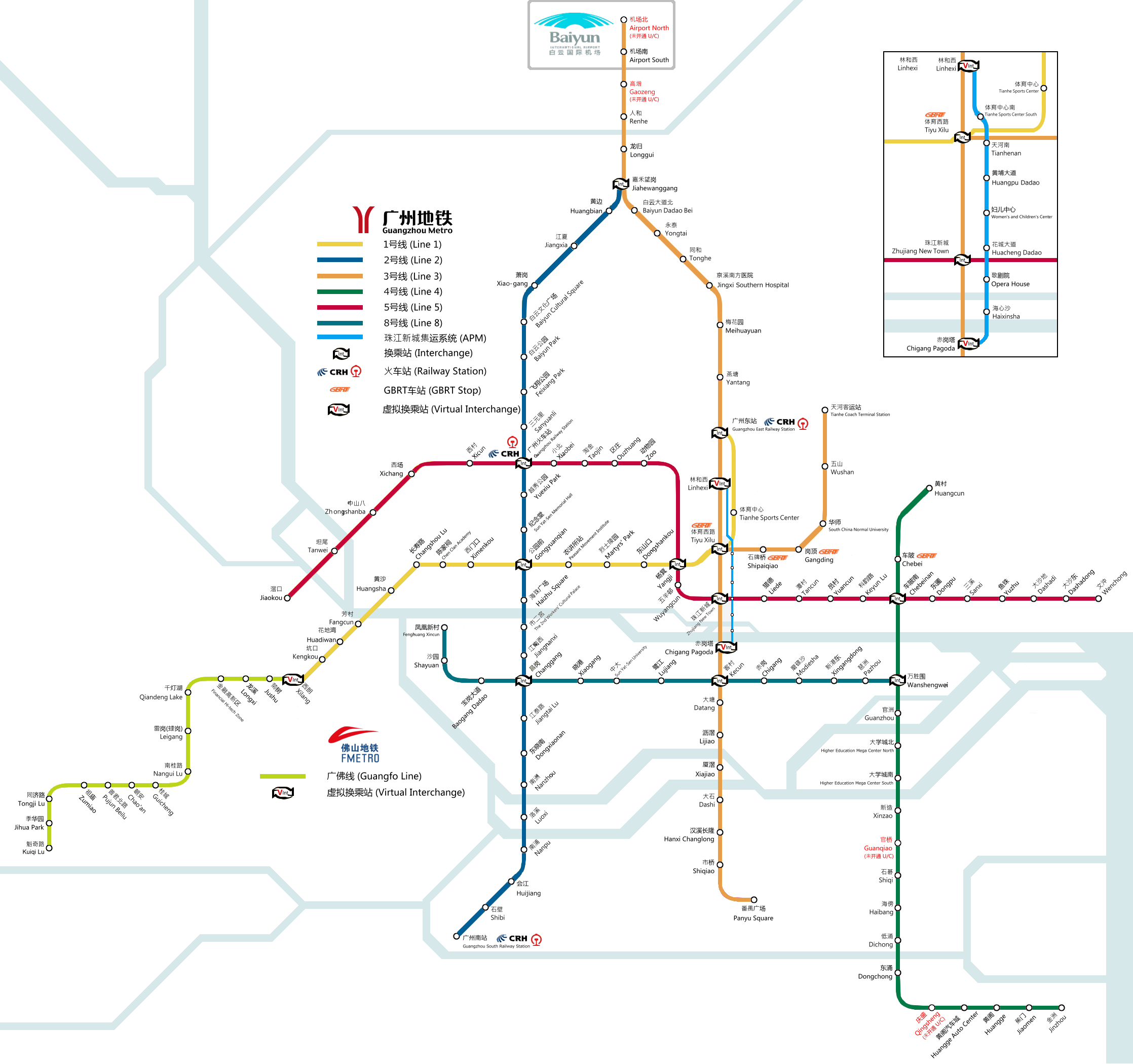
広州地下鉄の路線図

広州市内で完結する広州地下鉄および広州海珠環島新型有軌電車に加え、隣接する仏山市とを結ぶ仏山地下鉄が2010年に開通した。なお仏山地下鉄は中国で初となる都市間を結ぶ地下鉄である。広州市では1999年に初めて開通。仏山地下鉄は広州地下鉄と一体運用しており、実質的には広州地下鉄の一部でもある。
広州地下鉄
■ 広州地下鉄1号線
■ 広州地下鉄2号線
■ 広州地下鉄3号線
■ 広州地下鉄4号線
■ 広州地下鉄5号線
■ 広州地下鉄6号線
■ 広州地下鉄7号線
■ 広州地下鉄8号線
■ 広州地下鉄9号線
■ 広州地下鉄13号線
■ 広州地下鉄14号線
■ 広州地下鉄18号線
■ 広州地下鉄21号線
■ 広州地下鉄22号線
仏山地下鉄
■ 広仏地下鉄（仏山地下鉄1号線）
■ 仏山地下鉄2号線
■ 仏山地下鉄3号線
珠江新城旅客自動輸送系統
■ 広州地下鉄ATM号線
広州有軌電車線路
■ 広州海珠有軌電車1号線
■ 広州黄埔有軌電車1号線
仏山有軌電車線路
■ 南海有軌電車1号線
■ 高明区現代有軌電車

#### 深圳市

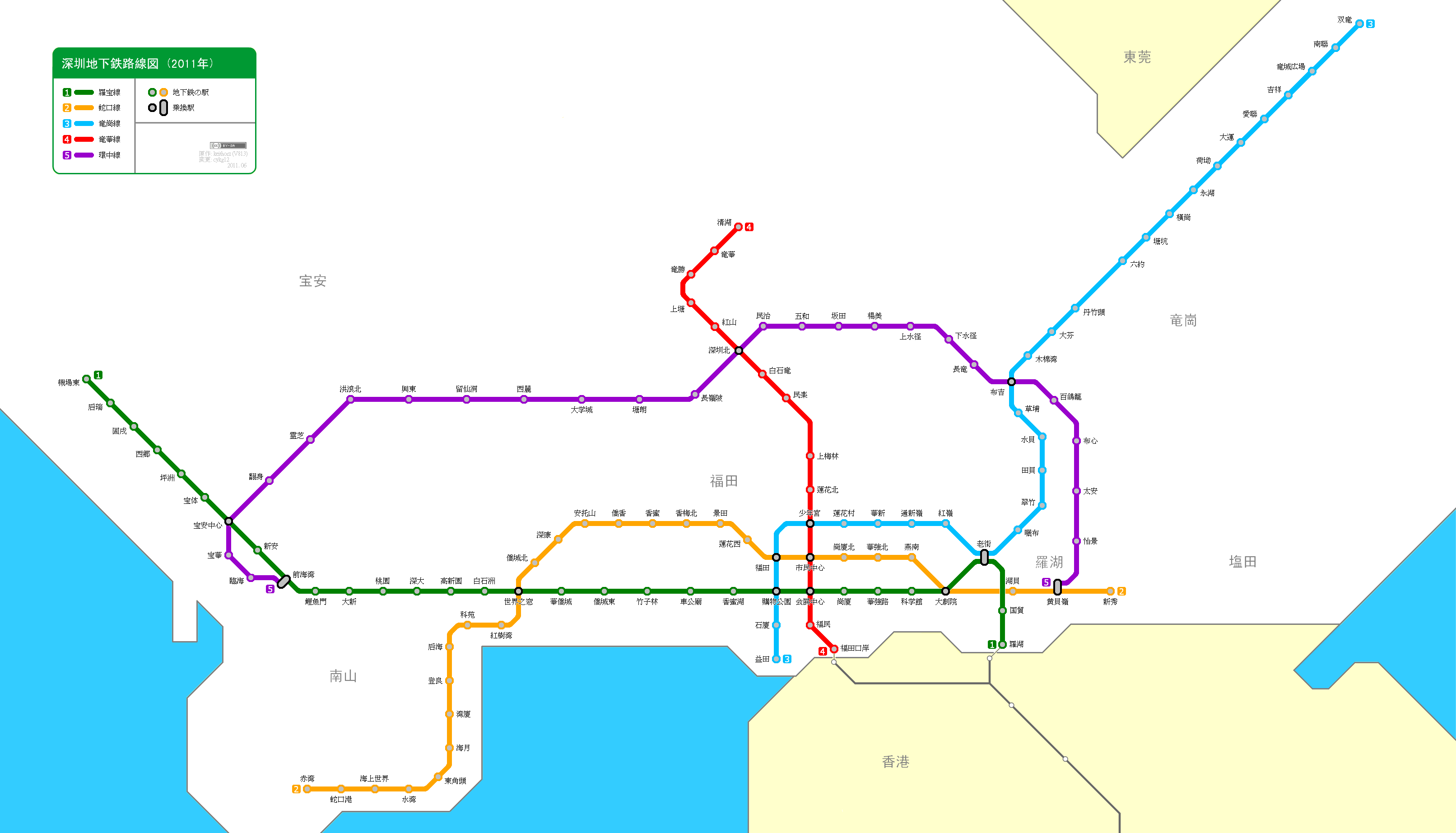
深圳地下鉄の路線図

深圳市では、深圳地下鉄、深圳有軌電車が運行している。なお、深圳地下鉄のうち、4号線は港鐵（香港MTR）によって運営されている。2004年に初めて開通。以降は深圳市は急成長を遂げており、省都の広州市よりも駅数がわずかに逆転して多くなっている。現時点は厳密には12路線だが、8号線は2号線と直通による一体運用しているため、実質は11路線となる。また新規開通した20号線は将来的に東莞市域への乗り入れも予定されている。
深圳地下鉄
■1号線（羅宝線）
■2号線（蛇口線）
■3号線（龍崗線）
■4号線（龍華線）
■5号線（環中線）
■6号線（光明線）
■7号線（西麗線）
■8号線（塩田線）
■9号線（梅林線）
■10号線（平湖線）
■11号線（機場線）
■20号線（福永線）
深圳有軌電車
■龍華有軌電車

#### 珠海市
珠海市では、珠海城市建設集団が運行している。2017年に開通。マカオへの拱北口岸への重要な路線にもなっていく見込み。
珠海有軌電車
■1号線

#### 東莞市
東莞市では、東莞地下鉄が運行している。2016年に開通。広東省第3の地下鉄開通都市。
東莞地下鉄
■2号線

#### 香港特別行政区

香港港鉄の路線図

- 香港では大部分の鉄道が香港MTRによって運営されている。香港港鐵に所属していないのは香港トラムとピークトラムだけである。香港MTRとしては1979年に開通だが、香港は鉄道の歴史もかなり古くから存在する。
- 西鉄線と馬鞍山線が貫通し、屯馬線として2021年6月27日に開通。

香港港鐵
■荃湾線
■港島線
■観塘線
■屯馬線
■将軍澳線
■東鉄線
■東涌線
■南港島線
■迪士尼線
■機場快線
■香港軽鉄
■昂坪360
香港港鐵以外の事業者
■香港トラム
■ピークトラム

#### マカオ特別行政区
マカオでは、香港港鉄 (MTR) によるマカオLRTが運行している。2019年に開通しているが、南側のタイパ半島側のみで、市街地側に当たる北側のマカオ半島側にはまだ開通していない。
マカオLRT
■タイパ線

### 広西チワン族自治区
- 華南地方西部に位置する広西チワン族自治区。現時点では首府である南寧市にしか開通していないが、今後南寧市以外でも開通が見込まれている。自治区と称するエリアの中では比較的人口密度は高めになる。

#### 南寧市
南寧市では、南寧軌道交通が運行している。2016年に開通。自治区に当たる都市では初の地下鉄。
南寧地下鉄
■1号線
■2号線
■3号線
■4号線
■5号線

### 江西省
- 華中地方南東部に位置する江西省。現時点では南昌市にしか地下鉄は開通していないが、近隣で湖南省・長沙市や湖北省・武漢市にも開通しており、省こそ異なるが、比較的この付近も人口が密集している。

#### 南昌市
南昌市では、南昌地下鉄が運行している。2015年に開通。現時点では唯一の江西省の地下鉄。
南昌地下鉄
■1号線
■2号線
■3号線
■4号線

### 重慶市・四川省（渝川地区）
- とりわけこの地域は重慶市と成都市でほぼ二極化と言ってもいいだろう。内陸部では最大の地域。成都市は駅数は北京市、上海市に次ぐ駅数まで発展している。重慶市もさらなる路線網の巨大化が進行しており、市内南西部の中心部の重慶軌道交通の他にも市内北西部の万州区にも万州軌道交通として別個に計画されている。

#### 重慶市
重慶市では、重慶軌道交通によって地下鉄とモノレールが、重慶索道交通によってロープウェイが営業している。また、起伏が激しいため、この他に有料エレベーターも運行されている。2004年に開通。4つの直轄市では最も遅い開通。
重慶軌道交通
■1号線
■2号線
■3号線
■3号線支線（空港線）
■4号線
■4号線環線直通快車
■5号線
■6号線
■国博線
■9号線
■10号線
■環線
璧山膠輪路面電車
■璧山膠輪路面電車（璧山雲巴）
重慶索道交通
■長江索道

#### 成都市
成都市では、成都軌道交通が成都地下鉄、成都市域鉄路（都市鉄道）および成都有軌電車（路面電車）を運営している。また、2016年までに、環状3号線以内の国鉄路線に、市が平均2～3kmの駅間距離で新駅を建設し、通勤鉄道に改造することが発表されている。2010年に開通の現時点では四川省唯一の地下鉄。この10年ほどで急速に路線を増やし続けており、上海地下鉄、北京地下鉄に次ぐ3位の駅数まで伸ばし続けている。
成都地下鉄
■1号線
■2号線
■3号線
■4号線
■5号線
■6号線
■7号線
■8号線
■9号線
■10号線
■17号線
■18号線
成都市域鉄路
■成灌線
成都有軌電車
■蓉2号線

#### 宜賓市
宜賓市では、宜賓軌道交通が運行している。2019年に開通。省都成都市に次ぐ2番目の四川省の都市交通となり、ライトレール形式の路面電車にて運行している。
宜賓軌道交通
■宜賓智軌T1線
■宜賓智軌支線

### 貴州省
- 南西部の主要都市の一つである貴陽市。四川省・成都市にも比較的近いものの、省内では貴陽市が唯一の地下鉄開通都市となる。

#### 貴陽市
貴陽市では、貴陽軌道交通が運行している。2017年に貴州省初の地下鉄として開通。2021年4月28日に2号線も開通している。
貴陽軌道交通
■1号線
■2号線

### 雲南省
- 省内では南西部最大都市の昆明市にのみ地下鉄が運行されている。昆明市以外は省内では人口は少ない都市が多いため、昆明市一極集中の感が強い。

#### 昆明市
昆明市では、昆明地下鉄が運行している。2012年に開通。現時点では雲南省唯一の地下鉄。■1号線と■2号線は直通運転しており、実質的には現時点では5路線となる。
昆明地下鉄
■1号線
■2号線
■3号線
■4号線
■5号線
■6号線

#### 蒙自市（紅河ハニ族イ族自治州）
蒙自市では、蒙自紅河有軌電車が運行している。2020年に開通し、自治州の県級市で初の都市交通運行となる。
蒙自紅河有軌電車
■紅河有軌電車

#### 丘北県（文山チワン族ミャオ族自治州）
丘北県では、文山有軌電車が運行している。2021年4月1日に新規開通。
文山有軌電車
■文山有軌電車

### チベット自治区
- 唯一エリア内に100万人を超える都市も一つもない西端のエリアの一つ、チベット自治区。現時点では都市交通が開通どころかその予定すら全く見通しがない。首府はラサ市であるが、高鉄も首府でも唯一持たず、国内の鉄路も1日にわずか数本長距離で走るのみである。隣接の省である青海省に位置する西寧市からも2000km近い距離があり、後述する新疆ウイグル自治区のウルムチ市とともにかなりかけ離れた場所でもある。自治区の人口密度はわずかに3人程度であり、全国の省・自治区で最も低く、これは隣接国のモンゴル国にも匹敵する低人口密度である。

### 海南省
- 大陸本土とは少し離れた海南島。とりわけ島内では北端の海口市と南端の三亜市で概ね二極化しているが、省都でもある最大都市の海口市にはまだ地下鉄など都市交通は所有しておらず、第2の都市である三亜市に路面電車が少しだけ走るぐらいである。三亜有軌電車は国内最南端の都市交通、また海口市に地下鉄が開通した場合は国内最南端の地下鉄となる予定。

#### 三亜市
三亜市では、三亜有軌電車が運行している。2020年に海南省で省都の海口市よりも一足先に開通の都市交通。
三亜有軌電車
■T1号線

### 陝西省
- 西北部最大都市の西安市。隣の咸陽市に一部の路線が乗り入れている。

#### 西安市・咸陽市
西安市・咸陽市では、西安地下鉄が運行している。1号線・5号線ならびに14号線の一部が咸陽市に差しかかっている。2011年に開通。現時点では陝西省唯一の地下鉄。
西安地下鉄
■1号線
■2号線
■3号線
■4号線
■5号線
■6号線
■9号線
■14号線

### 甘粛省
- 全体的な人口密度も非常に低くなり、中国高鉄でさえも陝西省を越えた辺りで路線の密度もかなり低くなる甘粛省。その中で省都である蘭州市だけが地下鉄を所有。

#### 蘭州市
蘭州市では、蘭州軌道交通が運行している。2019年に開通の甘粛省唯一の地下鉄。
蘭州軌道交通
■1号線

#### 天水市
天水市では、天水有軌電車が運行している。2020年に開通の甘粛省第2の都市交通。
天水有軌電車
■1号線

### 寧夏回族自治区
- まだこの寧夏回族自治区には地下鉄は運行なし。首府の銀川市にわずかに都市交通が走るほどでしかない。全体的な人口も銀川市を含めて少なく、人口密度も非常に低い。

#### 銀川市
銀川市では、銀川軌道交通が運行している。2017年に花博園雲軌として仮開通、2018年にさらに延伸して1号線として開通。寧夏回族自治区唯一の都市交通。
銀川軌道交通
■1号線

### 青海省
- 現時点において省内で地下鉄の開通はまだどこの都市にもない。省都となる西寧市にのみ、地下鉄が予定はされているものの、まだ開通時期については不透明である。省の面積は日本の2倍近くあり、自治区を除く省では全体でも人口が最も少なく、人口密度もわずかに8人ほどで最も低い。

#### デリンハ市（海西モンゴル族チベット族自治州）
デリンハ市では、海西州軌道交通が運行している。2021年4月に正式運行開始。青海省初の都市交通となり、省都・西寧市よりも一足先の開通。
海西州軌道交通
■1号線
■2号線

### 新疆ウイグル自治区
- 全国最西端のエリアとなり、独自の時差も設けられるほど、他の省などとも大きく距離もかけ離れた場所となり、面積が自治区だけで日本の4倍以上にもなり、自治区の全体的な人口密度も非常に低く、唯一の大都市である首府のウルムチ市にのみ地下鉄が開通している。ウルムチ地下鉄は中国最西端の地下鉄。地下鉄を所有する省ならびに自治区においては新疆ウイグル自治区が最も人口密度が低い。

#### ウルムチ市
ウルムチ市では、ウルムチ地下鉄が運行している。2018年に新疆ウイグル自治区で初の地下鉄開通。
烏魯木斉地下鉄
■1号線

## 空港とのアクセス
- 中国の移動手段には中国高鉄の他に飛行機も重要な交通手段であるため、空港との直結を重視している地下鉄も多く、多くの空港では地下鉄も直結している。
- 現時点で空港に直結している地下鉄駅も下記にて述べる。下記以外でも地下鉄の直結が今後予定されている空港が存在する。
- また下記の地下鉄の直結空港はほぼ全空港とも国際線も有している。下記ではいわゆる高鉄のシャトル列車などは除く。
- 未開業の路線・駅は現時点で確定しているものに限り掲載、1路線も開通していない都市は掲載から除外する。
- 特記のない路線名は「○○地下鉄○号線」もしくは「○○軌道交通○号線」などと記載する。
- 基本的に「○○機場(机场)」や「航站楼」といった駅名が空港ターミナルとなるが、「空港」の名前が付くものは基本的に空港ターミナルではない。
- ここ最近の開業予定から開港の大幅に遅れている未開港の空港に関しては新型コロナウイルス絡みで航空機の利用が大幅に制限されているのも要因かと思われるため、開港していない空港、併設する地下鉄駅はさらに遅れての開業も考えられる。

| 都市名                                | 都市名                  | 空港名                                          | 路線名                                        | 駅名                   | 備考                                                                            |
| ------------------------------------- | ----------------------- | ----------------------------------------------- | --------------------------------------------- | ---------------------- | ------------------------------------------------------------------------------- |
| 北京市                                | 北京市                  | 北京首都国際空港                                | ■首都機場線                                   | 2号航站楼駅            |                                                                                 |
| 北京市                                | 北京市                  | 北京首都国際空港                                | ■首都機場線                                   | 3号航站楼駅            |                                                                                 |
| 北京市                                | 北京市                  | 北京大興国際空港                                | ■大興機場線                                   | 大興機場駅             | 所在地：河北省廊坊市 ■CR大興機場駅も併設                                        |
| 天津市                                | 天津市                  | 天津浜海国際空港                                | ■2号線                                        | 浜海国際機場駅         | 空港経済区駅は空港に接続していない ■CR浜海機場駅も併設予定                      |
| 天津市                                | 天津市                  | 天津浜海国際空港                                | ■Z2号線                                       | 浜海国際機場駅         | 未開業                                                                          |
| 天津市                                | 天津市                  | 天津浜海国際空港                                | ■2号線                                        | T3航站楼駅             | 延伸予定                                                                        |
| 山西省                                | 太原市                  | 太原武宿国際空港                                | ■1号線                                        | 武宿機場 (T1/T2)駅     | 未開業                                                                          |
| 山西省                                | 太原市                  | 太原武宿国際空港                                | ■1号線                                        | 武宿機場 (T3)駅        | T1/T2駅より後に延伸開業予定                                                     |
| 河南省                                | 鄭州市                  | 鄭州新鄭国際空港                                | ■2号線(城郊線)                                | 新鄭機場駅             | ■CR新鄭機場駅も併設                                                             |
| 河南省                                | 鄭州市                  | 鄭州新鄭国際空港                                | ■17号線(鄭許線)                               | 新鄭機場駅             | 許昌市の許昌東駅方面へ開通予定 未開業                                           |
| 河南省                                | 鄭州市                  | 鄭州新鄭国際空港                                | ■2号線(城郊線)                                | T3航站楼駅             | 延伸予定                                                                        |
| 河南省                                | 洛陽市                  | 洛陽北郊空港                                    | ■2号線                                        | 北郊機場駅             | 延伸予定                                                                        |
| 遼寧省                                | 瀋陽市                  | 瀋陽桃仙国際空港                                | 瀋陽有軌電車 ■2号線 ■6号線                    | 桃仙機場駅             |                                                                                 |
| 遼寧省                                | 瀋陽市                  | 瀋陽桃仙国際空港                                | 地下鉄 ■2号線                                 | 桃仙機場駅             | 延伸予定                                                                        |
| 遼寧省                                | 大連市                  | 大連周水子国際空港                              | ■2号線                                        | 機場駅                 |                                                                                 |
| 遼寧省                                | 大連市                  | 大連金州湾国際空港                              | ■1号線                                        | 金州湾機場駅           | 機場新区駅は空港に接続しない予定 駅は延伸予定・空港も未開業                     |
| 吉林省                                | 長春市                  | 長春龍嘉国際空港                                | ■9号線                                        | 龍嘉機場駅             | ■CR龍嘉駅に併設予定でCRは開業済み 軌道交通は未開業                              |
| 内蒙古自治区 (内モンゴル自治区)       | 呼和浩特市 (フフホト市) | 呼和浩特白塔国際空港 (フフホト白塔国際空港)     | ■1号線                                        | 壩堰 (機場)駅          |                                                                                 |
| 上海市                                | 上海市                  | 上海浦東国際空港                                | 地下鉄 ■2号線 上海磁浮示範運営線■上海リニア線 | 浦東1号2号航站楼駅     |                                                                                 |
| 上海市                                | 上海市                  | 上海虹橋国際空港                                | ■10号線                                       | 虹橋1号航站楼駅        |                                                                                 |
| 上海市                                | 上海市                  | 上海虹橋国際空港                                | ■2号線 ■10号線                                | 虹橋2号航站楼駅        |                                                                                 |
| 上海市                                | 上海市                  | 上海虹橋国際空港                                | ■2号線 ■10号線 ■17号線                        | 虹橋火車站駅           | 第2ターミナルへ徒歩10分程度 ■CR上海虹橋駅も併設                                 |
| 江蘇省                                | 南京市                  | 南京禄口国際空港                                | ■S1号線(機場線)                               | 禄口機場駅             | 空港新城江寧駅は空港に接続していない                                            |
| 江蘇省                                | 無錫市                  | 蘇南碩放国際空港                                | ■3号線                                        | 碩放機場駅             |                                                                                 |
| 山東省                                | 済南市                  | 済南遥墻国際空港                                | ■3号線                                        | 遥墻機場駅             | 遥墻機場南駅は空港に接続しない予定 延伸予定                                     |
| 山東省                                | 青島市                  | 青島膠東国際空港                                | ■8号線                                        | 膠東機場駅             | ■CR青島機場駅も併設                                                             |
| 安徽省                                | 合肥市                  | 合肥新橋国際空港                                | ■S1号線                                       | 1号航站楼駅            | 未開業                                                                          |
| 安徽省                                | 合肥市                  | 合肥新橋国際空港                                | ■S1号線                                       | 2号航站楼駅            | 未開業                                                                          |
| 浙江省                                | 杭州市                  | 杭州蕭山国際空港                                | ■1号線 ■7号線 ■19号線                         | 蕭山国際機場駅         |                                                                                 |
| 浙江省                                | 寧波市                  | 寧波櫟社国際空港                                | ■2号線                                        | 櫟社国際機場駅         | 地上出口より無料バスにて10分程度                                                |
| 浙江省                                | 温州市                  | 温州龍湾国際空港                                | ■S1線                                         | 機場駅                 |                                                                                 |
| 浙江省                                | 温州市                  | 温州龍湾国際空港                                | ■S2線                                         | 機場駅                 | 未開業                                                                          |
| 福建省                                | 福州市                  | 福州長楽国際空港                                | ■F1線(浜海線)                                 | 機場駅                 | 未開業                                                                          |
| 福建省                                | 廈門市                  | 廈門翔安国際空港                                | ■3号線 ■4号線                                 | 翔安機場駅             | 空港・駅とも未開業 現在は高崎空港にて発着(軌道交通は接続なし)                   |
| 湖北省                                | 武漢市                  | 武漢天河国際空港                                | ■2号線                                        | 天河機場駅             |                                                                                 |
| 湖南省                                | 長沙市                  | 長沙黄花国際空港                                | ■磁浮快線                                     | 磁浮機場駅             |                                                                                 |
| 湖南省                                | 長沙市                  | 長沙黄花国際空港                                | ■6号線                                        | 黄花機場T1T2駅         | 磁浮機場駅に併設                                                                |
| 湖南省                                | 長沙市                  | 長沙黄花国際空港                                | ■磁浮快線                                     | 機場 (T2)駅            | 延伸予定                                                                        |
| 湖南省                                | 長沙市                  | 長沙黄花国際空港                                | ■磁浮快線 ■6号線                              | 機場 (T3)駅            | ともに延伸予定                                                                  |
| 広東省                                | 広州市                  | 広州白雲国際空港                                | ■3号線                                        | 機場北駅               | ■CR白雲機場北駅も併設予定                                                       |
| 広東省                                | 広州市                  | 広州白雲国際空港                                | ■3号線                                        | 機場南駅               | ■CR白雲機場南駅も併設                                                           |
| 広東省                                | 仏山市                  | 仏山沙堤空港                                    | ■3号線                                        | 仏山機場駅             | 未開業                                                                          |
| 広東省                                | 深圳市                  | 深圳宝安国際空港                                | ■11号線(機場線)                               | 機場駅                 | ■1号線(羅宝線)・機場東駅は空港に接続していない CR深圳機場駅・深圳機場北駅も併設 |
| 広東省                                | 深圳市                  | 深圳宝安国際空港                                | ■11号線(機場線) ■20号線(福永線)               | 機場北駅               | ■1号線(羅宝線)・機場東駅は空港に接続していない CR深圳機場駅・深圳機場北駅も併設 |
| 香港                                  | 香港                    | 香港国際空港                                    | ■機場快線                                     | 機場駅                 | 博覧館駅・青衣駅・九龍駅・香港駅にのみアクセス可能                              |
| マカオ(澳門)                          | マカオ(澳門)            | 澳門国際空港 (マカオ国際空港)                   | ■マカオLRTタイパ線                            | 機場駅                 |                                                                                 |
| 江西省                                | 南昌市                  | 南昌昌北国際空港                                | ■1号線                                        | 昌北機場駅             | 延伸予定                                                                        |
| 重慶市                                | 重慶市                  | 重慶江北国際空港                                | ■3号線本線 ■10号線                            | 江北機場T2航站楼駅     | ■3号線支線(空港線)は全駅とも空港に接続していない                                |
| 重慶市                                | 重慶市                  | 重慶江北国際空港                                | ■10号線                                       | 江北機場T3航站楼駅     |                                                                                 |
| 四川省                                | 成都市                  | 成都双流国際空港                                | ■10号線                                       | 双流機場1航站楼駅      |                                                                                 |
| 四川省                                | 成都市                  | 成都双流国際空港                                | ■10号線                                       | 双流機場2航站楼駅      | ■CR双流機場駅も併設                                                             |
| 四川省                                | 成都市                  | 成都天府国際空港                                | ■18号線                                       | 天府機場1号2号航站楼駅 | 天府機場北駅は空港に接続していない ■CR天府機場駅が1号2号航站楼駅に併設予定      |
| 四川省                                | 成都市                  | 成都天府国際空港                                | ■18号線                                       | 天府機場3号4号航站楼駅 | 未開業 地下鉄は当駅を除き一部の駅のみ開業済                                     |
| 貴州省                                | 貴陽市                  | 貴陽龍洞堡国際空港                              | ■2号線                                        | 龍洞堡機場駅           | ■CR龍洞堡駅も併設                                                               |
| 雲南省                                | 昆明市                  | 昆明長水国際空港                                | ■6号線                                        | 機場中心駅             | 機場前駅は空港に接続していない                                                  |
| 陝西省                                | 西安市                  | 西安咸陽国際空港                                | ■14号線                                       | 機場西 (T1/T2/T3)駅    | 所在地：陝西省咸陽市                                                            |
| 陝西省                                | 西安市                  | 西安咸陽国際空港                                | ■14号線                                       | 機場 (T5)駅            | 所在地：陝西省咸陽市 地下鉄は当駅を除き開業済                                   |
| 新疆維吾爾自治区 (新疆ウイグル自治区) | 烏魯木斉市 (ウルムチ市) | 烏魯木斉地窩堡国際空港 (ウルムチ地窩堡国際空港) | ■1号線                                        | 国際機場駅             |                                                                                 |

## ICカード関連
- 各都市の地下鉄では日本でいうSuicaやICOCAなどのように多数の都市の地下鉄で都市独自のICカードも発行している。
- 下記は地下鉄の所有都市のみ、カードの名称を掲載するが、多数の種類が存在してる場合もあり、あくまで一例として見たほうがよい。
- 都市によっての取扱の有無は色々で、駅の窓口で取扱うケース、自動販売機で取扱うケース、地下鉄では取扱わず、市中の販売店で取扱うケースなど。
- 自動販売機の場合、大抵はハローキティや北京ダックなどのオリジナル版が多く存在するが、現金で購入の際は50元(50元札のみ)か100元(100元札のみ)のカードしか購入できず、それ以外は基本的にAlipayなどのキャッシュレスでしか購入できなくなっている。カードのデザインによってのデポジット額は異なっており、カードの金額に合わせてチャージがいくらかされている場合がほとんどである。(例：カード本体が38元ならチャージが12元プラスされて50元など)
- 銀聯絡みのICカードは他都市でも互換してる場合もあるが、自都市のICカードで発生するICカードの運賃の割引は他都市のICカード利用の場合は対象外となる場合が多い。

| 省・都市名                            | 省・都市名              | カード名                                  | 備考 |
| ------------------------------------- | ----------------------- | ----------------------------------------- | --- |
| 北京市                                | 北京市                  | 北京市政交通一卡通                        | 京津冀一帯で「京津冀一卡通」も存在 (冀は河北省の略称)                                                                                   |
| 天津市                                | 天津市                  | 城市通                                    | 京津冀一帯で「京津冀一卡通」も存在 (冀は河北省の略称)                                                                                   |
| 河北省                                | 石家荘市                | 石家荘地下鉄・儲値票 石家荘一卡通 燕趙通  | 京津冀一帯で「京津冀一卡通」も存在 (冀は河北省の略称)                                                                                   |
| 山西省                                | 太原市                  | 太原公交一卡通                            | |
| 河南省                                | 鄭州市                  | 緑城通                                    | |
| 河南省                                | 洛陽市                  | 洛陽公交IC卡                              | |
| 遼寧省                                | 瀋陽市                  | 盛京通                                    | |
| 遼寧省                                | 大連市                  | 明珠卡                                    | |
| 吉林省                                | 長春市                  | 長春城市通卡                              | |
| 黒龍江省                              | 哈爾濱市 (ハルビン市)   | 哈爾濱城市通                              | |
| 内蒙古自治区 (内モンゴル自治区)       | 呼和浩特市 (フフホト市) | 青城市民卡                                | |
| 上海市                                | 上海市                  | 上海公共交通卡 上海都市旅遊卡             | |
| 江蘇省                                | 南京市                  | 金陵通                                    | 江蘇省一帯で「江蘇交通一卡通」も存在 |
| 江蘇省                                | 無錫市                  | 太湖市民卡 無錫市民卡                     | 江蘇省一帯で「江蘇交通一卡通」も存在 |
| 江蘇省                                | 徐州市                  | 徐州市民卡                                | 江蘇省一帯で「江蘇交通一卡通」も存在 |
| 江蘇省                                | 蘇州市                  | 蘇州市民卡                                | 江蘇省一帯で「江蘇交通一卡通」も存在 |
| 江蘇省                                | 常州市                  | 龍城通                                    | 江蘇省一帯で「江蘇交通一卡通」も存在 |
| 山東省                                | 済南市                  | 泉城通                                    | |
| 山東省                                | 青島市                  | 琴島通                                    | |
| 安徽省                                | 合肥市                  | 合肥軌道交通・儲値票 合肥通               | |
| 浙江省                                | 杭州市                  | 杭州通                                    | |
| 浙江省                                | 寧波市                  | 甬城通                                    | |
| 浙江省                                | 温州市                  | 温州市民卡                                | |
| 福建省                                | 福州市                  | 榕城通                                    | |
| 福建省                                | 廈門市                  | ｅ通卡                                    | |
| 湖北省                                | 武漢市                  | 武漢通                                    | |
| 湖南省                                | 長沙市                  | 瀟湘卡 長沙磁浮快線・儲値票               | |
| 広東省                                | 広州市                  | 羊城通                                    | 広東省一帯で「嶺南通・○○通」として省内各都市で互換 香港・マカオも「嶺南通」ネットワークに参加しており、香港・マカオにも「嶺南通」が存在 |
| 広東省                                | 仏山市                  | 広仏通                                    | 広東省一帯で「嶺南通・○○通」として省内各都市で互換 香港・マカオも「嶺南通」ネットワークに参加しており、香港・マカオにも「嶺南通」が存在 |
| 広東省                                | 深圳市                  | 深圳通                                    | 広東省一帯で「嶺南通・○○通」として省内各都市で互換 香港・マカオも「嶺南通」ネットワークに参加しており、香港・マカオにも「嶺南通」が存在 |
| 広東省                                | 東莞市                  | 東莞通                                    | 広東省一帯で「嶺南通・○○通」として省内各都市で互換 香港・マカオも「嶺南通」ネットワークに参加しており、香港・マカオにも「嶺南通」が存在 |
| 香港                                  | 香港                    | 八達通                                    | |
| マカオ (澳門)                         | マカオ (澳門)           | 軽軌通・澳門通                            | |
| 広西壮族自治区 (広西チワン族自治区)   | 南寧市                  | 南寧市民卡                                | |
| 江西省                                | 南昌市                  | 洪城一卡通                                | |
| 重慶市                                | 重慶市                  | 宜居暢通卡                                | |
| 四川省                                | 成都市                  | 天府通                                    | |
| 貴州省                                | 貴陽市                  | 貴陽軌道交通・儲値票                      | |
| 雲南省                                | 昆明市                  | 昆明智慧通                                | |
| 陝西省                                | 西安市 咸陽市           | 長安通                                    | |
| 甘粛省                                | 蘭州市                  | 蘭州公交集団・普通卡 蘭州軌道交通・儲値票 | |
| 新疆維吾爾自治区 (新疆ウイグル自治区) | 烏魯木斉市 (ウルムチ市) | 紅山通 智慧城市一卡通用                   | |

## 建設中・計画中の都市
- 現時点においてまだ1路線も開通しておらず、かつ建設中ならびに計画中の地下鉄・軌道交通などは以下となる。

| 省・都市名                          | 省・都市名      | 路線名                      | 備考                                                      |
| ----------------------------------- | --------------- | --------------------------- | --------------------------------------------------------- |
| 河北省                              | 唐山市          | 唐山軌道交通                |                                                           |
| 山西省                              | 大同市          | 大同軌道交通                |                                                           |
| 河南省                              | 開封市          | 開封軌道交通                |                                                           |
| 河南省                              | 信陽市          | 信陽軌道交通                |                                                           |
| 吉林省                              | 吉林市          | 吉林軌道交通                |                                                           |
| 黒龍江省                            | 牡丹江市        | 牡丹江軌道交通              |                                                           |
| 内蒙古自治区 (内モンゴル自治区)     | 包頭市          | 包頭軌道交通                |                                                           |
| 江蘇省                              | 南通市          | 南通軌道交通                |                                                           |
| 江蘇省                              | 塩城市          | 塩城軌道交通                |                                                           |
| 江蘇省                              | 揚州市          | 揚州軌道交通                |                                                           |
| 山東省                              | 済南市          | 済南有軌電車                |                                                           |
| 山東省                              | 煙台市          | 煙台軌道交通                |                                                           |
| 山東省                              | 臨沂市          | 臨沂軌道交通                |                                                           |
| 安徽省                              | 馬鞍山市        | 馬鞍山地下鉄                |                                                           |
| 浙江省                              | 嘉興市          | 嘉興軌道交通                |                                                           |
| 浙江省                              | 台州市          | 台州軌道交通                |                                                           |
| 福建省                              | 莆田市          | 莆田軌道交通                |                                                           |
| 福建省                              | 泉州市          | 泉州軌道交通                |                                                           |
| 福建省                              | 漳州市          | 漳州軌道交通                |                                                           |
| 福建省                              | 南平市          | 武夷新区旅遊観光軌道交通    |                                                           |
| 湖北省                              | 黄石市          | 黄石有軌電車                |                                                           |
| 湖北省                              | 宜昌市          | 宜昌軌道交通                |                                                           |
| 湖北省                              | 襄陽市          | 襄陽軌道交通                |                                                           |
| 湖南省                              | 株洲市          | 株洲軌道交通                |                                                           |
| 広東省                              | 珠海市          | 珠海地下鉄                  |                                                           |
| 広東省                              | 汕頭市          | 汕頭軌道交通                |                                                           |
| 広東省                              | 中山市          | 中山市域軌道                |                                                           |
| 広西壮族自治区 (広西チワン族自治区) | 柳州市          | 柳州軌道交通                |                                                           |
| 広西壮族自治区 (広西チワン族自治区) | 桂林市          | 桂林軌道交通                |                                                           |
| 江西省                              | 贛州市          | 贛州軌道交通                |                                                           |
| 江西省                              | 鷹潭市          | 鷹潭軌道交通                |                                                           |
| 重慶市                              | 重慶市          | 万州軌道交通                | 市内北西部の万州区拠点 現行の南西部の重慶軌道交通と別計画 |
| 雲南省                              | 保山市          | 保山軌道交通                |                                                           |
| 雲南省                              | 麗江市          | 麗江軌道交通                |                                                           |
| 西蔵自治区 (チベット自治区)         | 拉薩市 (ラサ市) | 拉薩有軌電車 (ラサ有軌電車) |                                                           |
| 海南省                              | 海口市          | 海口軌道交通                |                                                           |
| 陝西省                              | 延安市          | 延安軌道交通                |                                                           |
| 甘粛省                              | 張掖市          | 張掖軌道交通                |                                                           |
| 青海省                              | 西寧市          | 西寧軌道交通                |                                                           |